# Gomorra - La serie
Gomorra è una serie televisiva italiana, trasmessa in prima visione su Sky Italia dal 2014 al 2021. Liberamente ispirata all'omonimo romanzo di Roberto Saviano, rappresenta il secondo adattamento dopo il film del 2008 diretto da Matteo Garrone. 
La serie narra le vicende dei clan camorristici di varie zone di Napoli, in particolare Secondigliano. Nel 2019 viene distribuito il film L'immortale facente parte del medesimo contesto narrativo.

## Produzione
Le riprese della prima stagione sono cominciate nell'agosto 2013 e si sono svolte a Napoli, Milano, Ferrara, Mentone e Barcellona. La regia è di Stefano Sollima, Francesca Comencini e Claudio Cupellini. La maggior parte delle scene tenute all'esterno sono state girate nella periferia e nell'entroterra di Napoli, nella serie hanno fatto da sfondo i quartieri: Ponticelli, San Giovanni a Teduccio, San Pietro a Patierno, Scampia, Secondigliano, il Rione 219 di San Vitaliano e il Parco Verde di Caivano.
Le riprese della seconda stagione sono cominciate il 14 aprile 2015 a Colonia, in Germania, per poi spostarsi a giugno a Nola e sono terminate a Napoli il 6 novembre seguente. Altre scene sono riprese a Roma, Bergamo, Milano, Trieste, Minori, in Croazia e Honduras. Ai registi della prima stagione si aggiunge anche Claudio Giovannesi.
A ottobre 2016 iniziano le riprese della terza stagione, che vede l'abbandono alla regia di Stefano Sollima e Claudio Giovannesi, perché impegnati in altri progetti; le riprese terminano il 7 giugno 2017.
Le riprese della quarta stagione iniziano il 16 aprile 2018 e terminano il 29 novembre dello stesso anno; alcune scene sono state registrate a Poggiomarino, Atrani, Londra, Bologna e Reggio Emilia. Alla direzione della serie, assieme ai confermati Francesca Comencini e Claudio Cupellini, si aggiungono Marco D'Amore (già attore in questa serie) al suo debutto come regista, Enrico Rosati e Ciro Visco (questi ultimi già aiuto-registi nelle stagioni precedenti).
Le riprese della quinta stagione, l'ultima della serie e che vede l'abbandono alla regia di Francesca Comencini, Enrico Rosati e Ciro Visco, sono iniziate a Riga, in Lettonia, nel settembre 2020. Dal 29 ottobre 2020 al 22 maggio 2021 si sono svolte a Napoli e a Roma.
Il 3 ottobre 2023 Cattleya e Sky ufficializzano la produzione di una serie prequel.
Il 2 giugno 2024 Sky trasmette uno speciale per i dieci anni della serie con una reunion che vede protagonisti Marco D’Amore, Salvatore Esposito, Fortunato Cerlino, Maria Pia Calzone, Cristina Donadio, Ivana Lotito, Fabio De Caro e Arturo Muselli.
Le riprese della serie prequel intitolata "Gomorra - le origini" partono il 27 Gennaio 2025 e terminano il 23 Maggio 2025.

## Trama

### Prima stagione
Napoli. Il clan camorrista dei Savastano è comandato da Don Pietro Savastano, il temuto e rispettato boss di Secondigliano. Al fianco di Don Pietro ci sono molti uomini fidati, tra cui Ciro Di Marzio, detto l'Immortale, che all'inizio della serie è mandato a incendiare la casa della madre di Salvatore Conte, boss rivale. Don Pietro affida a Ciro il compito di preparare suo figlio Gennaro, detto Genny, al futuro ruolo di capo: Genny è un ragazzo immaturo e viziato, che però vede Ciro come un punto di riferimento e come un amico fidato. 
Ciro, dal canto suo, è sempre più insofferente verso gli ordini che gli vengono impartiti, soprattutto dopo aver visto morire Attilio, suo padre putativo, ucciso in uno scontro a fuoco contro gli uomini di Conte a causa di un ordine discutibile di Don Pietro. L'Immortale inizia perciò a sviluppare una profonda avversione per la famiglia al comando, che quasi tradisce diventando un informatore della polizia. 
Il polverone mediatico sollevato dalla guerra fra Salvatore Conte e il clan Savastano mette in allerta la polizia che, in seguito a un controllo, arresta Don Pietro e lo porta in carcere. L'intercettazione di una sua telefonata, con cui ordina un attentato a dei civili, ispirato alla strage di Castel Volturno, ne determina la condanna al carcere duro del 41 bis; il clan si ritrova così senza il suo capo. Ciro così rinuncia all'idea di tradire i Savastano: ora che tocca a Gennaro prendere il posto del padre, progetta di diventare il membro più influente, se non il capo de facto, del clan, grazie al suo ascendente su Genny. Nonostante disposizioni contrarie di don Pietro, il controllo del clan tuttavia passa nelle mani di sua moglie, donna Imma Savastano, diffidente nei confronti di Ciro. Donna Imma, pur mettendo a repentaglio la vita di Ciro, decide di inviarlo in Spagna per trattare con il capo del clan rivale, Conte, e di allontanare Genny per trattare con i narcotrafficanti in Honduras e prepararlo alla sua imminente ascesa in qualità di erede di Don Pietro. Allontanati Ciro e Genny, donna Imma riesce a prendere il controllo assoluto del clan, ma il suo regno dura poco perché, contrariamente alle aspettative della donna, la missione di Ciro va a buon fine e anche Genny, dopo il traumatico soggiorno in Honduras, torna a Napoli mutato radicalmente sia nell'aspetto che nel carattere e ormai pronto a prendersi ciò che gli spetta. Ciro, nonostante il buon esito dell'accordo con Conte, viene messo ugualmente ai margini del clan. Genny infatti si circonda di compagni più giovani e mette in atto una serie di mosse politiche che causano la diffidenza dei Vecchi uomini fidati di Don Pietro, che continuano a reputarlo non idoneo a gestire il clan per il suo atteggiamento irrispettoso, aggressivo e impulsivo. Una delle mosse è l'elezione a sindaco del comune di Giugliano dell'amico Michele Casillo, e ciò a scapito del sindaco uscente Fabbretti, che in passato non ha mai negato l'appoggio ai Savastano. Con l'arrivo di Genny, ormai cambiato, ha inizio una vera e propria guerra interna tra le due fazioni rivali dei Savastano: i Vecchi, fedeli a Don Pietro ma diffidenti nei confronti di Genny, e i Giovani, che invece gli sono fedeli.
Ciro ha ormai maturato un sentimento di odio verso tutti i membri della famiglia che gli ha dato ordini per tutta la vita, umiliato e quasi mandato a morire più volte, nonché responsabile e indifferente per la morte di Attilio. Quando vede che anche sotto Genny gli restano solo le briciole, raduna alcuni suoi compagni per muovergli guerra e distruggerlo dall'interno. Da un lato, manipola le due fazioni rivali dei vecchi e dei giovani perché si facciano la guerra a vicenda e rende vano qualunque tentativo di riconciliazione fatto da Genny. Dall'altro Ciro organizza un colpo di mano che destabilizza irrimediabilmente il clan: fa uccidere un importante braccio destro di Conte, Tonino Russo, in modo che i sospetti ricadano su Genny, distruggendo così l'indispensabile pace che lui stesso aveva creato con il boss rivale. L'esecutore materiale del delitto è un ragazzino incensurato di sedici anni, Danielino, ignaro dell'importanza della vittima, convinto di essere sotto l'ala protettiva di Ciro e ricompensato. La coincidenza che Massimo, fratello di Danielino, sia l'autista personale di Salvatore Conte, fa sì che il boss scopra immediatamente la realtà dei fatti, di cui Massimo chiede ed ottiene il perdono. Ciro nel frattempo sta cercando Danielino, resosi latitante, per cui Ciro rapisce la fidanzata, la tortura a morte e poi ne brucia il corpo. Conte, raggiunto Danielino, lo uccide brutalmente insieme a Massimo. Genny scopre il ruolo di Danielino nell'omicidio di Russo, ma non il ruolo di Ciro. Il fatto che Conte abbia però ucciso uno dei suoi uomini lo fa lo stesso infuriare. Ormai la guerra è certa.
Nel frattempo Donna Imma scopre il tradimento di Ciro grazie a un messaggio della fidanzata di Danielino registrato sul cellulare di un suo amico, ma non lo rivela a Genny. Invece ricatta Ciro affinché elimini Conte: infatti capisce che solo la morte di Conte può salvare suo figlio e il clan Savastano, e che solo attraverso Ciro è possibile organizzare un attentato. Proseguendo con una strategia doppiogiochista, Ciro fa invece uccidere l'odiata donna Imma, credendo così di averla zittita per sempre. Genny però scopre una copia della registrazione nella borsa che tempo prima aveva regalato alla madre (donna Imma aveva previsto che Ciro avrebbe potuto tradirla) e riconosce il tradimento di Ciro. Non sapendo più di chi fidarsi, chiama a raccolta i Giovani per smantellare la fazione dei Vecchi, che ritiene complici di Ciro. Muore la gran parte dei fedelissimi di don Pietro: solo Ciro e Malammore riescono a sfuggire all'imboscata. Dopo la mattanza Genny, temendo ritorsioni da parte dei Vecchi, si nasconde assieme ai suoi ragazzi in un rifugio ricavato in un appartamento delle Vele di Scampia mettendo una taglia di 150.000 euro sulla testa dell'Immortale. L'unica speranza per Ciro è Salvatore Conte. Conte vorrebbe concludere la guerra con Genny portandogli letteralmente la testa di Ciro, ma l'immortale riesce a convincerlo in extremis a rivalersi sui Savastano per poter prendere il loro posto anziché fare la pace e i due si alleano. Genny viene a sapere grazie a una soffiata che Ciro sarà presente al saggio di coro di sua figlia e perciò sguinzaglia i suoi amici per ucciderlo, ma questi vengono intercettati e brutalmente massacrati dagli uomini di Conte. La soffiata era infatti una trappola veicolata da Ciro e Conte. Solo una cosa non va come programmato: Genny non è tra loro, è andato al teatro dove si sta tenendo il saggio. Inizia una sparatoria fra i due, in cui Ciro colpisce Genny: nella fuga Ciro viene abbandonato dalla moglie (con la bambina), sconvolta e furiosa per aver scoperto di essere stata usata come esca. Nel frattempo Don Pietro evade, grazie a Malammore e altri uomini che assaltano il furgone su cui viaggiava per essere trasferito in un altro carcere. Nell'ultima inquadratura della stagione Genny, ferito gravemente dai colpi di pistola, accenna un lieve movimento della mano, lasciando intendere di essere ancora vivo.

### Seconda stagione
L'inizio della seconda stagione mostra immagini collegate al finale della prima: Genny è nelle mani dei paramedici che tentano di rianimarlo.
Don Pietro, liberato dal furgone della polizia penitenziaria durante il trasferimento, è latitante. Viene a conoscenza dell'agguato a Genny, e trama sul da farsi. Ciro forma l'Alleanza con Salvatore Conte, che può fornire la droga, e preme sul boss il tasto della riacquisizione delle vecchie piazze, cedute per il trasferimento in Spagna. Con loro: ’o Nano e gli altri ex affiliati ai Savastano, detti gli Scissionisti. Ciro conta anche su gli Indecisi e prevede un esercito potente poiché numeroso. Scopo dell'"Alleanza": gestire, ognuno dei membri in autonomia, le piazze di Secondigliano. Chi versa più denaro acquista una quota maggiore della droga di Conte.L'Immortale, sicuro della vendetta imminente da parte dei Savastano, mette al sicuro Deborah e Mariarita, e porta a segno un colpo che gli frutta molto denaro. In seguito, sebbene ricondotta a casa e circondata da un cordone di sicurezza, Deborah nutre crescente angoscia per il destino della giovanissima figlia ed è tentata dall'idea di consegnare Ciro alla polizia. Al culmine dell'ennesimo litigio, Ciro è fuori di sé, afferra e strangola sua moglie uccidendola. Intanto le condizioni di salute del giovane figlio di don Pietro, Genny, fortunosamente sopravvissuto all'attacco, migliorano gradualmente, fino alla completa guarigione.
Un anno dopo, il giovane rampollo dei Savastano è nuovamente in Honduras, dove organizza il traffico di droga per conto di suo padre. Alcuni mesi dopo, vola in Europa, dapprima a Roma, per prendere accordi di vendita della sua droga a Don Giuseppe Avitabile, capo camorra e imprenditore edile, intrecciando una relazione con la figlia del camorrista, Azzurra. Poi si reca in Germania, dove si è rifugiato il padre latitante. Per i Savastano, a causa dei sequestri da parte della magistratura, sono tempi duri, e Don Pietro si arrangia con il contrabbando di carburante e il traffico di armi, mentre cova il desiderio di vendetta verso Ciro e Conte. Vende un lotto di armi pesanti al capo della 'ndrangheta calabrese, Mico Rinda, in contrasto con la cosca di appartenenza e aspirante all'autonomia. La sera stessa don Pietro, affiancato da Genny, rischia la vita in un agguato perpetrato nei confronti del calabrese. Don Pietro, grazie a Genny, avvisato dai suoi contatti sulla notizia che di lì a poco sarebbero sopraggiunti i sicari per eliminare il dissidente, riesce a fuggire illeso. Durante la fuga dei due, avvistati e rincorsi dalle forze dell'ordine tedesche, don Pietro è colto da un malore, ed è costretto a fermarsi. Genny, seppur pieno di rancore verso il padre per i rimproveri sulla gestione passata del clan, ritenuta fallimentare, lo soccorre e lo porta al sicuro. Al mattino Don Pietro, riacquistate le forze, decide di tornare a Napoli per riprendere le redini delle attività criminali da solo, e abbandona il figlio a sé stesso.
Nell'"Alleanza" non c'è pace poiché i membri sono scontenti del fatto che Salvatore Conte, pur dichiarando di «non essere Savastano», si comporta come tale, prendendo per sé i profitti maggiori, e facendo come gli pare ai danni della piazza di ’o Zingariello. Ciro tenta di placare le rimostranze degli scontenti, dicendo loro di pazientare in attesa di un eventuale passo falso di Conte. Il momento propizio arriva: durante la sua festa di compleanno, don Salvatore colpisce con un coltello la mano di uno dei suoi uomini, ’o Mulatto, reo di aver umiliato una ragazza transgender di nome Nina, che il molestatore ignorava essere la sorella della 'fidanzata' di Conte, nonché autentica amante segreta del capo camorra. A seguito dell'affronto, toglie a ’o Mulatto anche la sua piazza di spaccio e la cede a ’o Principe. Ciro approfitta dell'accaduto, chiedendo a ’o Mulatto e a ’o Principe, altro uomo fedelissimo di Conte, nonché maestro assoluto nel taglio della droga, di tradire quest'ultimo. I due accettano ma in un gioco triplo informano don Salvatore, che restituisce a ’o Mulatto la sua piazza. È un tranello orchestrato da Ciro: al termine della manifestazione religiosa, a cui Conte partecipa ogni anno, i tre intrappolano Conte per ucciderlo. Il fendente alla gola è sferrato da ’o Mulatto.
Con la morte di Conte, don Pietro vede l'occasione giusta per attaccare l'"Alleanza", e ordina di rapinare un corriere di Scianèl, la più suscettibile della banda, sorella di Zecchinetta. I Savastano si incontrano al Villaggio Coppola, e il padre informa Gennaro sulla rivolta che farà, da solo, contro l'"Alleanza", negando al ragazzo la presenza a Secondigliano. È solo l'ennesima occasione per umiliarlo e rinfacciargli le trascorse incapacità. Scianèl fa visita in carcere al figlio Raffaele, detto Lelluccio, prossimo alla scarcerazione, accompagnato dalla giovane moglie, che la suocera tratta con costante crudeltà. Savastano padre reitera la provocazione ai danni di Scianèl: ordina una rapina plateale in una bisca dove la donna gioca sovente a poker, e si procura un rifugio segreto avvalendosi dell'operato di Patrizia, nipote di Malammore, assunta per fargli da occhi, bocca e orecchi su quanto avviene nelle pieghe dell'Alleanza. Intanto Scianèl, a seguito della soffiata di un ragazzino, scopre l'autore del furto oltraggioso avvenuto nella bisca: un certo Angelo Sepino, verosimilmente lo stesso uomo del primo assalto al corriere, e ordina di bruciarlo vivo. Al culmine dell'esecuzione, Angelo, ancora vivo, vede l'intervento tempestivo di Ciro e di ’o Principe, che lo risparmiano dalle ultime fiamme affinché possa confessare il nome del mandante della rapina. Il giovane pronuncia: «Pietro Savastano [...] è tornato». L'organizzazione degli Alleati, concretamente guidata da Ciro, ’o Mulatto e ’o Principe, pensa di trattare un accordo con i Savastano, e Ciro vuole parlare con Malammore. Patrizia, l’ambasciatrice di don Pietro, informa che l’Alleanza tratterà l’accordo solo con Gennaro, lasciando fuori l'ormai ex boss.
Don Pietro, per vendicare la moglie Imma, a costo della vita dello stesso figlio, incarica Genny di eliminare l'Immortale facendogli recapitare un'arma realizzata con una stampante tridimensionale, impossibile da rilevare nei controlli e in grado di sparare un solo colpo. Ciro si reca da Don Aniello, che convince Giuseppe Avitabile a fare da garante di sicurezza per l'incontro tra Ciro e Gennaro al fine di ottenere la pace tra i Savastano e l'"Alleanza". Aniello parlerà a Gennaro e Ciro in sedi separate. Informato dal potenziale suocero, il giovane Savastano accetta l'incontro ma mostra ritrosia sul ritorno a Napoli poiché vuole rimanere a Roma, dove convive con Azzurra, tenendosi lontano dal padre, Pietro. Nella capitale, durante la festa di compleanno, Gennaro, con Azzurra, ritrova i suoi giovani fedelissimi: ’o Cardillo, Capa ’e bomba e ’o Track. Si presenta Patrizia, ambasciatrice di don Pietro, che consegna l'arma al giovane, incaricato di assassinare Ciro. Nel frattempo, alla festa, ’o Track assale uno sconosciuto per rubargli l'orologio. Azzurra informa Gennaro che, per l'affronto, picchia brutalmente ‘o Track, e lo abbandona con gli altri. Ciro e Gennaro giungono a Trieste la sera prima del vertice, e si sistemano in due alberghi diversi, lontani un chilometro, ma Gennaro sa qual è il posto esatto in cui alloggia Ciro. Genny sorprende Ciro nella stanza d'albergo, lo mette in ginocchio e lo umilia, spera che Ciro si impaurisca ma l'altro non prova nemmeno a difendersi. Il giorno dopo, in presenza di don Aniello, Gennaro accetta la pace e le due condizioni poste da Ciro: l'Alleanza acquisterà la merce dal giovane Savastano e gli uomini di suo padre dovranno rimanere relegati nel loro quartiere, senza poter sconfinare in alcuna altra piazza esterna. Il primo a subire la nuova regola è Malammore, che si vede bloccato da due scagnozzi a mano armata mentre tentava di sconfinare dal quartiere. Patrizia informa Don Pietro sui risultati dell'accordo; il latitante è furente, vuole un incontro col figlio.
Lo ottiene, e Gennaro fa notare al padre la mentalità anacronistica, e che l'uccisione di Ciro avrebbe fatto scoppiare una guerra senza confini. Afferma di avere la merce migliore, e che il padre è solo e senza potere. I "Ragazzi del Vicolo", ormai ex scagnozzi di Genny, Capa ’e Bomba e ‘o Track, che a Roma aveva aggredito un uomo durante la festa di compleanno e aveva tacciato Genny di vigliaccheria per il mancato ritorno a Napoli, si attivano. In assenza di ’o Cardillo, abbandonato da Gennaro e senza un vero clan di appartenenza, compiono una rapina in una zona protetta, dunque vietata. Don Pietro, informato da Patrizia sull'accaduto, li giudica traditori dell'accordo, e manda Malammore per pestarli a sangue. Ciro ne approfitta e con le sue doti di manipolatore: interroga ’o Cardillo sulle proprie intenzioni, proponendogli di passare dalla sua parte. Stanchi e frustrati dalle nuove regole, i sei scagnozzi residui, decidono di formare un gruppo a sé stante, composto dalle paranze, un manipolo di sbandati giovanissimi. Portano a segno il furto di un quantitativo ingente di armi nascoste negli appartamenti di un condominio del vicolo Berlingeri. Mentre Ciro gongola alla notizia, e tranquillizza gli alleati sulla questione di appartenenza dei ragazzi, don Pietro scatena la rappresaglia verso la paranza di ’o Track. Malammore tende un'imboscata al neo boss, ma fallisce, e ’o Track fredda uno dei suoi uomini. Gennaro parla con ’o Principe e capisce che lo spargimento di sangue deve finire, perché la faida tra le due fazioni danneggia gli affari. Si reca a Napoli e parla a ’o Track attraverso la mediazione di ’o Cardillo, che riferisce le intenzioni di Gennaro: tornare dalla sua parte, e alle condizioni precedenti. Subentra ’o Track, che ferisce Malammore, in scorta a Gennaro, e uccide l'altro uomo. Gennaro è solo, con la pistola di ’o Track puntata alla fronte. Con le sole parole, ’o Cardillo gli salva la vita, e Gennaro si fa garante della pace: dichiara accettabile la morte dell'uomo ucciso da ’o Track.
Don Pietro ha rinnegato l'accordo preso da suo figlio Genny con l'"Alleanza". Decide dunque di colpire ’o Principe, l'uomo più virtuoso e produttivo del gruppo, abilissimo nel taglio della droga ma mancante di una protezione efficace, carenza dovuta alla sua filosofia di fatalista egocentrico. Patrizia azzarda e pone al boss una domanda logica, e don Pietro, non considerando le sorti di una guerra che danneggerebbe la sua stessa ripresa, rivela la vera priorità personale: la vendetta trasversale contro suo figlio, che lo ha scavalcato. Gabriele è sospettato da ’o Nano di doppiogiochismo, che ne invidia le sfarzosità. ’O Mulatto tenta di mettere in guardia Gabriele, consigliandogli una protezione e, dopo aver esposto che nessuno ricaverebbe qualcosa di utile dalla sua eliminazione, tuttavia ’o Principe si protegge con i ricavi della vendita di due auto di lusso. L'azione tempestiva genera sospetti in Don Pietro, che pensa alla presenza di una spia: Patrizia. Intanto ’o Nano persevera pubblicamente coi sospetti sull'operato disonesto di ’o Principe, e la notizia giunge a ’o track, che prende una percentuale bassissima. Due uomini, verosimilmente di Manolo, braccio destro di ’o Nano, attuano un attentato dimostrativo ai danni del negozio di Azmera, convivente di Gabriele. La colpa ricade su ’o Nano, che, dopo aver subìto un pestaggio pubblico, dichiara la sua innocenza e, con la mediazione di Ciro, ’o Principe lo riabilita. ’o Nano uccide Manolo. L'agguato ordito di Genny si concretizza per mano di Angelo Sepino, che tradisce Gabriele sotto la minaccia dell'uccisione di Susy, la sua ragazza, incinta. Don Pietro uccide a sangue freddo ’o Principe.
La colpa dell'omicidio di Gabriele ’o Principe, ricade su Rosario ’o Nano, che aveva avuto uno screzio con lui, poi chiarito; ma quando anche Rosario viene freddato in presenza della figlioletta e sua moglie, l'"Alleanza" scova e cattura Angelo Sepino che, con la sua soffiata a don Pietro Savastano, aveva facilitato l'esecuzione di Gabriele. Ciro terrorizza Angelo e lo fa confessare e, per mantenere unita l'"Alleanza" , gli risparmia la vita per la seconda volta. Poi indìce una riunione ed espone i fatti: ’o Principe faceva affari in segreto con Genny, e dunque i sospetti di Rosario, nei confronti di Gabriele, anche se per ragioni diverse, erano fondati, ma l'uccisione di ’o Principe è avvenuta per mano di Pietro Savastano. Suo fratello, Rosario Ercolano, detto ’o Nano, anch'egli giustiziato per ordine di don Pietro, era innocente. Una nuova guerra sta iniziare: don Pietro Savastano, che vuole comandare tutto e tutti, dev'essere eliminato.
Scianèl chiede e ottiene per il figlio Lelluccio, appena uscito dal carcere, la piazza dei Sette Palazzi, prima controllata da Gabriele ’o Principe. I Ragazzi del Vicolo, frustrati da una percentuale sui guadagni più bassa degli altri, pensavano di ottenere l'assegnazione di quella piazza e, risentiti, rapiscono dunque Raffaele, che ha scoperto il tradimento della moglie Marinella, con l'autista, e lo trascinano in un luogo appartato per giustiziarlo, ma vengono fermati a un posto di blocco; questo evento salva la vita a Lelluccio. Scianèl fa dunque uccidere ’o Track, vendicando l'affronto del rapimento e anche la morte del fratello, Zecchinetta, mai dimenticata. Patrizia, in accordo con don Pietro, offre a Marinella, che ora ha paura per la sua vita, la possibilità di uccidere Lelluccio, favorendo un agguato dei Ragazzi del Vicolo. Ma per un errore di persona Lelluccio si salva ancora, e Marinella fugge; denuncia Scianèl per l'assassinio del suo amante. Ciro incontra Genny a Roma, lo informa sul disastro che ha provocato suo padre con le uccisioni e lo scompiglio nell'Alleanza al fine di prendersi tutto e tenere lui, suo figlio, sottoposto in secondo piano. Non sa che le due vittime erano opera di Genny.
Scianèl, adirata con Ciro per la mal gestione dei "Ragazzi del Vicolo", ottiene un appuntamento con Don Pietro e torna dalla sua parte. Ciro viene a conoscenza del voltafaccia di Scianèl, scopre l'esistenza di Patrizia e riesce a intercettare le comunicazioni della ragazza con Don Pietro e Genny. Patrizia, seguita con insistenza da un'auto mentre si reca a un appuntamento con Genny, intuisce di essere pedinata e depista gli inseguitori dal vero luogo di incontro; distrugge i cellulari e informa Genny per mezzo di un telefono fisso: Ciro sta cercando don Pietro. Genny salva dunque il padre dagli uomini di Ciro. Lo stesso Ciro cattura Patrizia e la conduce dove ha intrappolato il fratellino della ragazza: l'Immortale vuole sapere dov'è Don Pietro Savastano. Lei confessa e, nonostante don Pietro sia già fuggito dal nascondiglio, Ciro le risparmia la vita, facendole notare la differenza tra lui e don Pietro che, al contrario, non mostra mai onore né scrupoli di coscienza per i tanti assassinii perpetrati. Don Pietro, non fidandosi di Scianèl, la vende ai "Ragazzi del Vicolo", e dice che possono eliminarla per prendersi la piazza della donna. Falliscono, perché lei fugge in tempo, ma viene fermata e arrestata per l'omicidio dell'amante di sua nuora. Don Pietro, nell'incontro col figlio, gli rinfaccia l'accordo segreto con Gabriele ’o Principe, denigrando Genny per l'ennesima volta. Poi interroga la sua ambasciatrice sul perché sia scampata all'esecuzione da parte di Ciro, ma capisce che non è stato un vero tradimento, poiché l'avviso tempestivo fatto a Genny è stato determinante per la sua salvezza.
Tre uomini di 'o Mulatto, usciti dall'l"Alleanza" e passati dalla parte de (’e guagliune d’o vico) i Ragazzi del Vicolo, conducono lo scissionista in un tranello, e lo fanno uccidere. Don Giuseppe Avitabile, che ha mandato un uomo a intimidire un funzionario pubblico, viene a conoscenza di un fatto: il ragazzo, durante l'intimidazione, involontariamente lo ha ucciso. L'imprenditore e Gennaro, rassicurati dal braccio destro di Avitabile, si rasserenano sull'accaduto poiché il corpo del funzionario è sparito e l'uccisore è in partenza per il sud America. Ciro viene a conoscenza dell'uccisione di 'o Mulatto, che ha fatto serpeggiare il terrore all'interno dell'alleanza e Lelluccio afferma che bisogna combattere, Immortale invece invita tutti alla calma e alla pazienza. Tuttavia 'o Zingariello è nel panico, raduna i suoi uomini e li avverte sul fatto che si presenterà a Pietro Savastano per chiedergli accoglienza nel clan, chiedere il perdono e il ritorno ai vecchi schieramenti. Il boss gli pone una condizione: la testa di Ciro Di Marzio. Dal canto suo, l'Immortale preme sugli uomini per la cattura di Pietro Savastano, aumentando le ricompense. ’o Zingariello fa sapere agli alleati che conosce l'ubicazione di Pietro Savastano, e Ciro accetta un incontro per apprendere i dettagli. Il luogo è la trappola approntata da ’o Zingariello per finire Ciro, che intuisce il tradimento e lo abbandona al suo destino, viene fatto uccidere da Malammore. L'Immortale incontra Genny e tenta di dissuaderlo dal sostegno che il mancato capo camorra mantiene ancora verso il padre ingrato. A Roma stessa, durante il ricevimento di nozze tra Genny e Azzurra, viene arrestato don Giuseppe Avitabile in quanto l'uomo in partenza per il Venezuela, catturato dalla polizia, ha confessato di aver ucciso il funzionario che il boss aveva mandato a intimidire. Il legale di famiglia tranquillizza i parenti e Gennaro poiché si tratta soltanto della parola dell'accusatore contro quella dell'accusato. Patrizia, dopo aver ricevuto da don Pietro una casa e la promessa di mantenimento vita natural durante di tutti i fratelli, diviene la compagna dell'uomo.
La vendetta di Pietro Savastano continua assieme ai modesti progressi nelle vendite di droga fornitagli dal figlio. Lelluccio è il primo a cadere, ucciso in un agguato. Ciro non bada a spese e incentiva chiunque voglia unirsi al suo schieramento affinché la guerra contro don Pietro si faccia aperta, senza confini. Azzurra intuisce, e ottiene conferma: il vero traditore di don Giuseppe è Gennaro, che anche col padre della ragazza è soltanto un "secondo" nonché comodo. La donna, in avanzato stato di gravidanza, confessa al marito la comprensione della mossa insana, perché anche lei desidera una vita propria con lui senza i condizionamenti dei due padri che, ognuno dal suo canto, manipolano i due rampolli. È il tempo della figlia de l'Immortale, Mariarita, giustiziata da Malammore dopo la strage della scorta, composta da molti uomini. Gli scagnozzi comunicano l'avvenuto infanticidio tramite fuochi artificiali che don Pietro osserva compiaciuto. Genny mette in guardia il padre, che ha commesso un atto avventato, snaturato, e Don Pietro lo sminuisce per l'ennesima volta. Distrutto dalla morte della figlia, Ciro, dopo la cerimonia funebre, è sconfitto e decide di andarsene. Lascia a ’o Pitbull e agli altri fedelissimi tutto il denaro accumulato, e dichiara lo scioglimento della banda. Don Pietro invita Gennaro davanti alla cappella di famiglia. Ciro, ormai incauto, è alle vele di Scampia. Gennaro lo trova e gli mostra la pistola; l'Immortale, distrutto, non si allarma, e l'altro gli propone un'ultima mossa di riscatto, consegnandogli l'arma. Don Pietro è alla cappella, in attesa di Gennaro; si presenta Ciro, mandato da Genny, che lo fredda con un colpo di pistola in fronte. Nello stesso momento, a Roma, Azzurra dà alla luce un maschietto, che Genny deciderà di chiamare Pietro.

### Terza stagione
Genny Savastano è ora potente e gestisce tutte le più importanti piazze di spaccio di Secondigliano. È temuto e conosciuto come l’erede di Don Pietro e si è ritagliato credibilità anche tra la malavita estera. Ha tradito inoltre il suocero Giuseppe Avitabile mettendo il naso nei suoi affari sfruttando la sua detenzione e il rapporto di parentela fra i due. Ciro invece non avendo più niente da perdere dopo la morte della figlia, uccide Malammore con l’aiuto di Genny e si ritira in Bulgaria come corriere al servizio di Valentin, malavitoso che opera a Sofia. Scoprendo di essere stato ingannato e di una taglia messa su di lui, Ciro uccide sia Valentin sia il figlio di lui, Mladen. Nel frattempo don Avitabile esce di prigione ed è sottoposto agli arresti domiciliari così si presenta a Genny e Azzurra riallacciando i propri affari con il genero verso il quale nutre però forti sospetti arrivando a pensare che possa, con l’aiuto di Azzurra, aver testimoniato contro di lui facendolo arrestare, e scopre tramite Gegè che effettivamente Genny ha gestito molti suoi affari a suo nome vendendo in autonomia anche un carico di droga appartenente a lui. Usando un falso scambio, fa uccidere Capa ‘e bomba e ‘o Cardillo e rapisce Genny. Con i suoi uomini più fidati, Giuseppe Avitabile pesta e tortura Genny informandolo di aver inviato una lettera di denuncia anonima, di avergli sottratto parte dei suoi guadagni, di aver fatto uccidere un suo amico fornitore di droga in Honduras e soprattutto gli intima di non vedere mai più la moglie e il figlio Pietro. Genny, abbandonato sotto le Vele di Scampia, va da Ciro dove trova conforto e un aiuto per rialzarsi dalla precedente lotta. Genny è sotto scacco e ha bisogno di alleati, che trova in Ciro e Scianèl, desiderosa di ritornare al potere dopo essere uscita di prigione grazie alla ritrattazione della accuse di Marinella. Ciro quindi coinvolge nella lotta ai Confederati di Don Avitabile anche l’ambizioso Enzo, detto Sangueblù, che aspira a Forcella e poi fino a Napoli Centrale grazie all’amico fraterno Valerio. Quest'ultimo è inoltre a capo di una storica cosca caduta in disgrazia e rifondata con membri più giovani. Grazie all'aiuto di Ciro, Sangueblù e Scianèl (che finanzia le armi), Genny riesce a far ripartire gli affari con il traffico di droga e sfrutta la rielezione dell'amico Michele Casillo tramite l'assunzione di numerosi operai in aziende in crisi o fallite. ’o Sciarmànt, membro dei Confederati, storica cosca del centro di Napoli in accordo con Avitabile, scopre però il nuovo covo di Sangueblù e lo interroga per sapere chi c'è dietro i suoi affari proponendogli di passare dalla sua parte. Enzo non gli rivela nulla e rifiuta di accodarsi alla Confederazione. Una bomba carta lanciata alla pizzeria di Carmela, sorella di Sangueblù segna l'inizio della guerra fra i Confederati e Genny. Prima che la situazione degeneri Ciro propone alla Confederazione un armistizio che viene accettato. Enzo ottiene il controllo di Forcella e si dissocia da Genny. Savastano, però, ha bisogno del suo aiuto e di quello di Ciro per riavere la sua famiglia così manda ‘o Pop a uccidere Carmela dando la colpa a ’o Sciarmànt, che dopo l'armistizio aveva ceduto Forcella a Enzo, riportando il ragazzo dalla propria parte. Per riavere la sua famiglia Genny è costretto a cedere a tutte le richieste di Avitabile sulla gestione della droga ed Enzo a cedere nuovamente Forcella, covando odio e vendetta verso Avitabile e i suoi uomini, ma il temibile Boss vuole anche la morte dello stesso Sangueblù e di Ciro. Scianèl intanto passa dalla parte della Confederazione confidando anche nel doppio-gioco di Patrizia, che resta invece fedele a Genny e Ciro. Questi ultimi organizzano un agguato a don Giuseppe Avitabile e ai suoi uomini che va a buon fine con Genny che può abbracciare la sua famiglia e lo stesso Avitabile che viene ucciso, così come ’o Sciarmànt. A questo punto Ciro spinge Genny a chiedere la pace ad i Confederati, ora guidati da ’o Stregone, anziano malavitoso. La pace viene accettata ed Enzo Sangueblù ottiene nuovamente il dominio su Forcella. Patrizia uccide Scianèl per i soprusi subiti da Marinella, amica di Patrizia, e come forma di biglietto da visita per la pace con Genny da parte degli altri Confederati. I fratelli Capaccio, ex componenti dei Confederati ma passati dalla parte di Sangueblù dopo la pace, uccidono ’o Stregone per non sottostare alle sue condizioni, ponendo fine ai Confederati. Invitati sullo yacht di Enzo per festeggiare la vittoria e l'accordo, lui però rivela le sue reali intenzioni, ovvero uccidere Genny e ‘o Pop. Sangueblù spara in fronte a ‘o Pop, uccidendo così il capo dei Ragazzi del Vicolo, e poi Ciro si sacrifica al suo posto dicendo di essere il mandante dell’omicidio di Carmela per proteggere l’amico. Genny è costretto a sparare a Ciro e a gettare il corpo in mare.

### Quarta stagione
Genny commemora insieme a Sangueblù la morte di Ciro Di Marzio. Poi su promessa fatta precedentemente ad Azzurra, decide di cambiare vita ma prima, cerca di far finire una guerra che i fratelli Capaccio gli hanno avviato contro. Grazie all'aiuto della famiglia Levante, un potente clan malavitoso di Villa Literno, fa in modo di terminarla prima che inizi. Tra questi e Genny vi è un rapporto di parentela in quanto la madre del secondo, donna Imma, era cugina della moglie di Gerlando, capostipite della famiglia. Genny ottiene il suo appoggio. I figli di Gerlando piazzano un ordigno all'interno di un'auto dinanzi ad una sala scommesse facendola esplodere. Nello scoppio, ’o Crezi resta gravemente ferito. ’O Diplomato vorrebbe reagire subito ma suo zio Don Aniello lo frena informandogli dell'enorme potenza che possiede il clan dei Levante, e fa da garante per una tregua.
Alla riunione Genny detta le condizioni della pace davanti a Patrizia, Enzo, Valerio, i fratelli Capaccio e i Levante Gerlando con i suoi tre figli, Saro, Michelangelo e Francesco. A Patrizia viene affidato il totale controllo di Secondigliano. Questa a sua volta rifornisce le piazze di droga, a prezzi concordati, senza creare concorrenza tra i componenti dell'Alleanza. Genny poi annuncia il suo ritiro e cambia vita.
Un anno dopo si reinventa imprenditore e mira a costruire un secondo aeroporto in Campania, tutto in maniera legale con l'aiuto del manager Alberto Resta, e della sua affidata assistente Tiziana Palumbo. Acquista lotti di terreno e consorzi per la realizzazione del progetto, anche all'estero, come Londra. Ciononostante il suo passato, di volta in volta, tende a riaffiorare. Patrizia è in pieno la boss di Secondigliano, e ha una relazione segreta con Michelangelo Levante, secondogenito della famiglia, conosciuto un anno prima quando ha accompagnato Genny a chiedere l'aiuto di suo padre contro i Capaccio. Il resto della famiglia di Michelangelo, tranne la sorella Grazia, è contraria alla relazione. Gerlando lo dice a Patrizia, ma la donna gli ribadisce la piena volontà di restare al fianco di Michelangelo.
La boss di Secondigliano ha in seguito un grosso problema con un carico di droga sequestrato dalla polizia e si impegna, ad una riunione con i membri dell'Alleanza, di pagare a spese proprie il prossimo carico, per colmare le perdite finanziarie di chi aveva pagato quello sequestrato, in anticipo. I Capaccio però, vogliono essere rimborsati subito per reinvestire in un nuovo canale e Patrizia si fa prestare i soldi da Genny. Questi acconsente ma le chiede l'autore della denuncia che ha comportato poi il sequestro del carico. Una buona parte di esso però, è ancora sulle piazze grazie ad un gruppo malavitoso africano, residente sul litorale Domitio. L'ormai solo capo dei Ragazzi del Vicolo e uomo più fidato di Patrizia, Nicola, indaga sulla vicenda con suo cugino Lino. Chiede aiuto anche ad Enzo e Valerio, ma il boss di Forcella rifiuta. ’o Vucabulà invece, crede alle iniziative di Nicola, specie nel trovare un probabile infame dentro la loro alleanza. Con la scusa di voler acquistare una partita di droga dagli africani, Nicola cerca di andare fino in fondo sulla faccenda, e all'appuntamento per acquistare la merce, la scopre. I Levante sono gli autori della denuncia perché non vogliono Patrizia alla guida di Secondigliano. Saro e Francesco uccidono Lino, e obbligano Nicola ad uccidere la donna se non vuole perdere altri familiari, come la sorella e i suoi due nipoti.
Michelangelo viene informato attraverso Grazia del loro intento e frena Nicola, in procinto di uccidere Patrizia. Se lo carica in auto e lo porta con sé alla vigna di famiglia per un chiarimento con i fratelli, scoprendo che il padre ha ordinato loro di ucciderla. Tuttavia Michelangelo non può andare contro la sua famiglia e uccide Nicola con la sua stessa pistola. Poi viene informato da Patrizia di aspettare un figlio da lui. Genny intanto ha problemi con dei cadaveri che emergono fuori nella costruzione del parcheggio multipiano dell'aeroporto, e inizia ad avere la magistratura alle costole. Fa uccidere Alberto, il suo socio, quando viene a sapere da Tiziana del suo colloquio con la procura, per paura che possa rivelare, prima o poi il suo nome dietro il progetto. Accompagna Patrizia all'altare che convola a nozze con Michelangelo, e per regalo le consegna il totale dominio, di Secondigliano. Promuove infine Tiziana nuovo amministratore delegato per l'aeroporto, ma del progetto inizia a pentirsene.
A Forcella Enzo aspetta il carico nuovo promesso da Patrizia ma nello stesso tempo si industria a cercare uno nuovo e tenta con i suoi uomini di rapinare un furgone portavalori per finanziarselo. Il colpo va male con la morte di uno dei suoi seguaci. Valerio cerca in gran segreto di scoprire, insieme a A Golia chi si nasconde dietro il sequestro del carico. Per farlo stipula un finto accordo segreto con i Capaccio, di cui sospetta molto riguardo alla vicenda. Ad un secondo incontro con loro, consegna prima una lettera al padre da consegnare ad Enzo nel caso dovesse succedergli qualcosa di spiacevole, conosce la verità scoperta in precedenza da Nicola, e trova la morte a tradimento per mano di A Golia, che lo accompagnava all'incontro. Questo poi fa un accordo reale, con i Capaccio e i Levante per mettere a tappeto Sangueblù. ’o Crezi avvia una guerra contro di lui, con la complicità di A Golia, e il boss di Forcella, dopo essersi visto negare l'aiuto di Patrizia, risponde cercando di eliminarlo in un centro massaggi, ma non vi riesce. Viceversa ’o Crezi non ha la meglio su di lui. Grazie alla visita inaspettata del padre di Valerio, Sangueblù legge la lettera che questi gli consegna e capisce il perché delle iniziative segrete dell'amico prima di morire. Tende poi una trappola ai suoi nemici e al traditore con un falso appuntamento si carica ’o Crezi per completare ciò che aveva iniziato Valerio. Infine lo tortura e lo porta a Secondigliano da Patrizia per far conoscere anche a lei, gli autori delle sue ultime sventure: i Levante. Sangueblù fredda ’o Crezi con diversi colpi di pistola.
Patrizia conosce così la verità e prende tempo sul da farsi. Prima però informa anche Genny sulle ambizioni dei Levante. Decide infine di consegnare la zona al marito per dedicarsi a tempo pieno alla piccola Bianca, quando nascerà. Gli mostra in seguito i luoghi delle zone di spaccio e lo presenta ai suoi sottoposti. Gerlando è soddisfatto e riceve un biglietto da Michelangelo su cui c'è scritto il nascondiglio di Sangueblù, da tempo nascostosi a Secondigliano in un appartamento messo a disposizione da Patrizia dopo che ’o Diplomato si è preso Forcella e lo cerca ovunque per avergli ucciso il fratello. Il più giovane dei Levante, Francesco, parte con i suoi uomini per uccidere Enzo ma l'agguato si rivela una trappola. Riesce a salvarsi, come suo fratello Saro e Gerlando, avvertito dal pericolo di un agguato da parte di Sangueblù e Ronni attraverso alcuni squilli di telefono. Genny decide di riprendersi Secondigliano e dopo aver radunato alcuni uomini che appartenevano al clan ai tempi del padre, chiede l'appoggio di uno nuovo, che fa capo ad un misterioso boss, il Maestrale.
I Levante sospettano di Michelangelo dietro l'agguato dei ragazzi di Forcella ma questi nega. Patrizia promette ad Enzo che ci riproveranno, dopo l'agguato andato a vuoto, ad ottenere vendetta contro di loro. Il clan di Villa Literno riprova ad uccidere Patrizia piazzando degli ordigni dentro una struttura solita a ricevere i carichi di droga, per farli esplodere il giorno della consegna, ma un'improvvisa retata della polizia, manda a monte i loro piani e salva da morte certa la donna, che però finisce dietro le sbarre con tutti i superstiti dei Ragazzi del Vicolo diventati ormai suoi uomini. A colloquio con il magistrato Walter Ruggieri, padre di uno dei compagni di asilo del piccolo Pietro, figlio di Genny, scopre che dietro la denuncia c'è suo marito. Questi non aveva altra scelta per salvare la moglie dai parenti che la vogliono morta. Genny è informato da Fernando sull'arresto di Patrizia e cerca di procurarle un avvocato che possa farla uscire subito, per evitare che la donna possa parlare di lui, dinanzi a Ruggieri. Ma Azzurra la vuole morta, per evitare di perdere gli investimenti fatti sinora.
Michelangelo spiega alla moglie, dispiaciuto, il perché del suo gesto. Le indica poi una deposizione in procura, come unica via di salvezza. Patrizia inizialmente è contraria, ma dopo esser sfuggita ad un tentativo di omicidio, da parte di una detenuta corrotta dai Levante, ci ripensa. Inizia a parlare dei suoi nemici davanti a Ruggieri, in un luogo ben protetto, ma il magistrato vuole ben altre informazioni: quelle su Genny Savastano. 
Quest'ultimo cerca il nascondiglio della donna messale a disposizione dalla procura, e si vede rifiutare l'aiuto da suo zio Gerlando. Capisce così perché anni addietro, suo padre Pietro non aveva mai voluto avere a che fare con loro. In compenso ottiene pieno appoggio dal Maestrale. Intanto Michelangelo vede per l'ultima volta tutti i suoi familiari in un ristorante vuoto annunciandogli che ha scelto di proteggere: sua moglie. Conosce poi dove quest'ultima è nascosta grazie a Genny il quale, per saperlo, si è rivolto a ’o Diplomato. Ma in cambio deve dire ad Elia dove si nasconde Enzo.
Sangueblù ha cambiato nascondiglio dopo l'agguato fallito ai Levante e ha un incontro in segreto con ’o Bellebuono, uno dei pochi rimastogli fedeli, dopo la scissione. Inaspettatamente, vi è anche O Cantonese, mostrandogli il pentimento della scelta fatta di passare con i Capaccio e avvisandolo poi sulla conoscenza di Elia del suo nuovo nascondiglio. Sangueblù monta in sella dietro Ronni e con ’o Bellebuono, ’o Cantonese, ‘a Golia e Muletta cerca di salvare Maria. Ma arriva tardi e la trova già morta per mano di 'o Diplomato, insieme ad altri due giovani che aveva lasciato di guardia alla ragazza. Affranto dal dolore, Ronni deve trascinarselo via con la forza.
Genny tende un'imboscata ai Levante e uccide Gerlando, la moglie e la loro scorta. Lascia viva soltanto Grazia, per lasciare il messaggio del suo ritorno da riferire ai fratelli. Manda Fernando e un altro uomo a rilevare Patrizia e Michelangelo dal nascondiglio della procura, facendo uccidere la scorta. Poi li dirotta su un aereo per farli fuggire ma prima, ha un ultimo colloquio in privato con Patrizia. Le chiede se ha parlato di lui davanti a Ruggieri, durante la deposizione fatta in procura, ma lei nega. Genny non si fida, le punta una pistola contro e la uccide. Il portavoce del Maestrale invece elimina Michelangelo dentro l'aereo. Infine Genny si reca nel suo rifugio dove ha inizio la sua latitanza.

### Quinta stagione
Latitante in un bunker a Ponticelli, sotto la stretta protezione del feroce boss Don Angelo, detto o' Maestrale, Genny elude la polizia alle costole e cerca allo stesso tempo di riprendersi Secondigliano dalle mani dei Levante superstiti. Durante la guerra scopre per bocca di Don Aniello, alleato di questi ultimi insieme a suo nipote o' Diplomato, che Ciro Di Marzio è ancora vivo. Lo raggiunge a Riga dopo averli uccisi entrambi e tra i due sembra l'inizio di un rapporto ritrovato. Inizierà invece una guerra dopo che Genny rivela i suoi sentimenti di abbandono e tradimento nei suoi riguardi, dopo l'episodio sulla barca che comportò la sua morte apparente, con il rimorso sulla coscienza di averlo ucciso. A nulla serve che Ciro lo smentisca, né tantomeno presentare Genny come nuovo broker al posto del defunto Don Aniello, durante una trattativa di affari con un trafficante russo. Al termine della serata Genny rinchiude Ciro in un gulag e torna a Napoli, riprendendosi il suo quartiere dai Levante. 
Ciro riesce ad evadere fingendosi morto per impiccagione e rientra a Secondigliano. Gli avvia così una guerra che vede alleati con sé il fedelissimo o' Pitbull e il vecchio clan di Forcella, di cui ne era stato un pò il maestro, ridotto ormai ai soli Sangueblù, o' Bellebuono, Ronni e ‘o Cantonese. Nel conflitto che ne segue, l'Immortale ne esce vincitore e riesce ad allargare il suo esercito grazie a Sangueblù e all'appoggio di Donna Nunzia, vedova di o' Galantommo, ucciso per mano di o' Maestrale su ordine di Genny. Ruba poi a quest'ultimo un paio di carichi di cocaina che gli servono poi per rifornire le sue piazze, ben quattro, e ad avviare un suo impero economico. Riceve infine l'aiuto di un'alleata inaspettata, donna Luciana, moglie di don Angelo, dopo che ella sente in Gennaro odor di sconfitta per la guerra in corso. Ciro e donna Nunzia stipulano un accordo con lei: un milione di euro in cambio dei nomi dei soci imprenditori che collaborano con il loro avversario. Genny corre ai ripari grazie a questi ultimi, facendosi finanziare un carico proveniente da Trieste per rifornire le sue piazze. Poi grazie ad Azzurra, che in precedenza aveva scagionato il marito dalle accuse di omicidio dinanzi al magistrato Walter Ruggieri, oltre ad esser sfuggita ad un attacco da parte degli uomini di Nunzia, scopre il raggiro di Luciana ed ordina a suo marito di ucciderla. Tuttavia, o' Maestrale la risparmia, e la rintana in segreto in un nascondiglio poco fuori Secondigliano ad insaputa del boss. Ciro gli dà lo scacco definitivo dopo aver perso nella battaglia ‘o Cantonese, Ronni e Sangueblù, ridotto in fin di vita dopo essere stato torturato da Genny con pugni, calci e colpi di spranghe di ferro. Di sua iniziativa stipula un giuramento di sangue nella notte della commemorazione del suo amico, ed allievo scomparso. Riesce a privare Gennaro di suo figlio, rinchiuso in una casa famiglia dopo che Carmelo Lo Diacono, braccio armato di Donna Nunzia, si costituisce dinanzi a Ruggieri per l'agguato che lui stesso ha fallito nei riguardi di Azzurra e di suo figlio. Poi mette a ferro e fuoco una delle sue piazze di spaccio, obbligando le altre di suo controllo a chiudere, e costringere il suo nemico ad arrendersi. Genny, prepara in gran segreto la fuga con sua moglie e suo figlio quando lo riavrà, ad accordi presi con Ruggieri, per il rilascio del piccolo Simone, rapito precedentemente su suo ordine da o' Maestrale e rinchiuso poi in casa dei fratelli Maccauro.
Incaricati questi ultimi tempo addietro dal loro capo di sorvegliare o' Maestrale, scoprono sia la verità riguardo a sua moglie ancora viva, ma anche la fuga architettata in segreto di Genny. o' Munaciello il maggiore dei due fratelli, mette al corrente o' Maestrale di ciò che hanno scoperto, compreso la sua situazione con Luciana, e lo costringe ad uccidere Genny se non vuole che quest'ultimo sappia la verità su sua moglie e venire uccisi poi entrambi. Don Angelo sembra spalle al muro, e in accordo con Luciana si reca da Ciro per cercare un accordo e terminare la guerra. L'Immortale lo accoglie con diffidenza ma accetta. Si recano insieme in casa dei Maccauro dove Ciro costringe poi Federico a chiamare Ruggieri, che nel frattempo ha scoperto l'ubicazione della casa famiglia dove è rinchiuso il piccolo Pietro e riferisce a costui. Ad informazioni ottenute Ciro uccide a tradimento o' Maestrale, ordina a o' Munaciello di portargli Azzurra, e a o' Bellebuono di eliminare Luciana. Di fronte ad Azzurra, Ciro la ricatta di portargli il marito per l'informazione riguardo al luogo della casa famiglia. La donna manda in catalessi Genny con un potente sonnifero dentro un bicchiere di vino e lo porta da lui. 
Ciro e Genny si rivedono faccia a faccia dopo l'ultimo incontro avuto in Lettonia. In questo nuovo confronto Ciro propone di andare a prendere Pietro insieme a suo padre, a patto che questi dichiari la resa davanti ai loro rispettivi popoli. Poi, una volta riottenuto suo figlio, Genny può liberamente scappare da Napoli con lui e sua moglie. Tuttavia sopraggiunge donna Nunzia che vuole la sua vendetta come stabilito con Ciro, e per garanzia che questi esegua la promessa mantenuta, prende Azzurra in ostaggio. L'Immortale apparentemente aderisce e, dopo aver ricongiunto Genny a suo figlio, contatta donna Nunzia a raggiungerli sulla spiaggia, la quale, poco prima di partire, ordina a sei dei suoi uomini (armati fino ai denti) di recarsi nella stessa spiaggia, dicendo loro che "già sanno cosa devono fare". Anche il magistrato Ruggieri si ricongiunge con suo figlio, mentre o' Munaciello viene ucciso con alcuni colpi di pistola da Genny, poiché accusato da quest'ultimo di essere un infame. 
Durante il tragitto, Donna Nunzia e il suo autista muoiono in un agguato teso da un gruppo di uomini capeggiato da o' Bellebuono, vestiti da falsi poliziotti. Si salva soltanto Azzurra, che viene prelevata da quest'ultimo per poterla riunire alla sua famiglia. Ciro ha così tutti e tre i Savastano davanti a sé ed ha l'opportunità di ucciderli ma, preso dai sensi di colpa per aver perso in precedenza la sua di famiglia, ci ripensa e li imbarca verso la fuga in mare. I sei uomini della defunta Donna Nunzia irrompono durante la partenza, e Genny lascia andare in largo a mare Azzurra e Pietro per dar man forte a Ciro contro gli aggressori. Nella sparatoria muoiono o' Pitbull, o' Bellebuono, cinque degli aggressori e infine Genny. In lacrime dopo aver dato l'addio all'amico, convinto di essere rimasto ormai da solo, Ciro viene centrato da un proiettile nel buio cadendogli accanto. I corpi che si sfiorano, l'uno accanto all'altro, vedono crollare un re e dissolvere il mito dell'Immortale. Nonostante il male che abbia contrapposto Genny e Ciro nell'ultima stagione, la serie chiusa con la grande amicizia che fin dalle prime battute ha legato i due protagonisti.

## Episodi
| Stagione         | Episodi | Prima TV |
| ---------------- | ------- | -------- |
| Prima stagione   | 12      | 2014     |
| Seconda stagione | 12      | 2016     |
| Terza stagione   | 12      | 2017     |
| Quarta stagione  | 12      | 2019     |
| Quinta stagione  | 10      | 2021     |

## Distribuzione
La prima stagione di Gomorra è stata trasmessa dal 6 maggio 2014 al 10 giugno 2014 su Sky Atlantic e in contemporanea su Sky Cinema 1. È stata inoltre trasmessa su Rai 3 nel 2015, il sabato in seconda serata (dopo la rinuncia di LA7, che aveva co-prodotto la prima stagione, per poi abbandonare il progetto), con però alcune scene censurate. A marzo del 2014 la serie era già stata venduta in più di cinquanta paesi tra cui Germania (Sky Deutschland), Francia (Canal+), Scandinavia (HBO Nordic), Regno Unito (Sky), America Latina (HBO Latin America), Stati Uniti d'America (The Weinstein Company) e Israele (HOT), Mongolia (Supervision). Il 22 settembre 2014 la serie arriva anche nelle sale cinematografiche italiane. Nel giugno 2015 la distribuzione raggiunge un totale di 113 Paesi i quali, in virtù del successo della prima stagione, hanno acquistato anche la seconda.
La seconda stagione della serie è stata trasmessa a partire dal 10 maggio 2016 fino al 14 giugno 2016 su Sky Atlantic e in contemporanea su Sky Cinema 1. La seconda stagione viene poi trasmessa in chiaro su Rai 3 dal 31 marzo 2017 al 5 maggio 2017, il venerdì in prima serata.
La terza stagione è stata trasmessa in prima visione su Sky Atlantic e Sky Cinema 1 dal 17 novembre al 22 dicembre 2017, con due episodi settimanali. Il 14 e 15 novembre vengono proiettati al cinema il primo e il terzo episodio.
La quarta stagione è stata trasmessa in prima visione sui canali Sky Atlantic e Sky Cinema 1 dal 29 marzo 2019 al 3 maggio 2019 con due episodi settimanali. La terza e quarta stagione sono state trasmesse in prima visione gratuita solamente su TV8, che ha anche trasmesso in replica le prime due, dopo la rinuncia della Rai. Nel 2016 la serie è stata venduta in 190 paesi.
La quinta stagione della serie televisiva è stata trasmessa in prima visione sul canale Sky Atlantic e sulla piattaforma Now dal 19 novembre al 17 dicembre 2021, con due episodi settimanali. Anche per questa stagione la trasmissione in chiaro è in esclusiva su TV8.

## Personaggi e interpreti

### Personaggi principali

#### Ciro Di Marzio
Ciro Di Marzio (stagioni 1-3, 5), interpretato da Marco D'Amore. Detto l'Immortale in quanto unico sopravvissuto - nonostante avesse solo tre settimane di vita - al crollo della palazzina in cui abitava durante il terremoto dell'Irpinia il 23 novembre 1980, crollo che portò alla morte dei suoi genitori. È
il giovane emergente della cosca e pupillo di Don Pietro. Inizialmente è il migliore amico di Genny ma, quando Donna Imma prenderà il potere relegandolo a un ruolo secondario, deciderà di tradire definitivamente i Savastano (in precedenza aveva rivelato alla polizia informazioni su un carico di droga) per divenire lui stesso un boss alleandosi con il rivale Salvatore Conte. Riuscirà quindi a ritagliarsi un posto di maggior rilievo nella malavita eliminando molti dei suoi nemici tra cui lo stesso Conte e Don Pietro ma subendo lui stesso gravi lutti come la morte dei suoi due migliori amici Attilio Diotallevi e Rosario Ercolano, della moglie Deborah (uccisa da lui stesso nel timore che divenisse una collaboratrice di giustizia) e dell'amatissima figlia Maria Rita, uccisa da Malammore su ordine di Don Pietro per ritorsione. Fuggito in Bulgaria, tornerà in Italia per aiutare Gennaro a riconquistare il potere e concretizzare l'ascesa di Enzo Sangueblù a Forcella. Successivamente si sacrificherà apparentemente per Genny facendosi sparare da quest'ultimo su ordine di Enzo dopo essersi assunto la responsabilità dell'omicidio di Carmela, sorella di Sangueblù. In seguito si scoprirà che è riuscito a sopravvivere e che grazie all'aiuto di Don Aniello Pastore è riuscito a rifarsi una nuova vita a Riga; ma non appena Genny scopre che è vivo, lo raggiunge e lo rinchiude in un gulag. Ciò lo spinge a ritornare a Napoli e a vendicarsi avviando una sanguinosa guerra contro lo stesso amico-nemico Genny e riuscendo a vincerla. Viene ucciso da un ignoto - presumibilmente uno degli uomini di Nunzia Carignano - e la sua morte pone il punto definitivo sulla serie.

#### Gennaro Savastano
Gennaro Savastano, detto Genny (stagioni 1-5), interpretato da Salvatore Esposito. È il figlio del boss Pietro Savastano e di Imma Savastano. Volenteroso ma debole e manovrabile, motivo per cui l'intero clan - soprattutto i componenti più anziani - lo ritiene non adatto a guidare l'impero del padre nel caso dovesse succedergli, mentre soltanto l'amico fraterno Ciro Di Marzio intravede il lui delle potenzialità. Ritorna dall'Honduras profondamente cambiato e dimostrerà di saper prendere le redini della cosca introducendo idee nuove rispetto alla passata gestione del padre, ma subisce comunque gli inganni di Ciro. Si sposerà con Azzurra - figlia di Don Giuseppe Avitabile - e diventerà padre lo stesso giorno in cui farà uccidere il padre. Dopo aver incastrato il suocero tenterà di acquisirne il potere e i possedimenti ma, quando Don Avitabile scopre i suoi piani, si riprenderà tutto e allontanerà Genny dalla moglie.
Tuttavia Genny riavrà sia la moglie sia il proprio potere alleandosi con Ciro, Scianèl ed Enzo Sangueblù, ma di quest'ultimo farà uccidere la sorella facendo ricadere la colpa sui "Confederati". Una volta scoperta la verità, Ciro se ne assume la colpa e Genny sarà costretto a sparargli. Successivamente decide di abbandonare Secondigliano, per il bene della moglie e del figlio, tentando la strada imprenditoriale con il progetto della costruzione del secondo aeroporto di Napoli ma, poiché utilizzerà ancora i metodi mafiosi, finirà nel mirino del magistrato Walter Ruggieri. Lascia così il comando di Secondigliano nelle mani di Patrizia, ma i cugini Levante tenteranno di impossessarsene, costringendolo a tornarvi e ad agire di conseguenza: dopo aver ucciso la giovane boss, rea di aver collaborato con Ruggieri, si prepara alla vita da latitante andando a vivere in un bunker. Successivamente scopre che Ciro è ancora vivo e lo incontra, dopo avergli inviato la testa di Don Aniello Pastore, per poi rinchiuderlo in un gulag e rivelargli tutto il suo rancore per il dolore che è stato costretto a provare, tra la convinzione di averlo ucciso e l'essere stato abbandonato a combattere contro i Levante da solo. Proprio per questo motivo scoppia una sanguinosa guerra tra i due, che si concluderà con la perdita di Secondigliano da parte di Genny, il quale verrà poi ucciso dagli uomini di Nunzia Carignano.

#### Pietro Savastano
Pietro Savastano (stagioni 1-2, guest 3), interpretato da Fortunato Cerlino. È il capo della cosca dei Savastano nonché padre di Genny. Nella prima stagione viene recluso in regime di 41-bis ma successivamente riesce ad evadere. Viene ucciso alla fine della seconda stagione da Ciro per vendicare la figlia Maria Rita, uccisa su suo ordine per ritorsione. Sempre durante la seconda stagione diventerà rivale di suo figlio - ritenuto indegno di comandare il clan al punto da ostacolarlo fisicamente - ed instaurerà una relazione con Patrizia, inizialmente sua spia e referente.

#### Immacolata Savastano
Immacolata Savastano (stagione 1), interpretata da Maria Pia Calzone. È la moglie di don Pietro nonché madre di Genny. Dopo l'arresto del marito e la partenza del figlio per l'Honduras assume le redini del clan, entrando però in conflitto con Genny quando questi torna dal centro America deciso a prendere il posto del padre. Viene uccisa in un attentato organizzato da Ciro mentre tentava un'ultima mediazione per salvare il clan.

#### Salvatore Conte
Salvatore Conte (stagioni 1-2), interpretato da Marco Palvetti. 
È il capo del clan rivale dei Savastano, dai quali inizialmente subirà perdite talmente pesanti da dover fuggire in Spagna, ma poi riuscirà a diventare il padrone incontrastato della malavita di Secondigliano. 
Scaltro, molto religioso e con un forte legame con la madre, nella seconda stagione instaura una relazione con Nina, una cantante transessuale, che viene poi interrotta. Insieme ai suoi sgherri Principe e Mulatto intrappola Ciro al termine di una processione per assassinarlo, ma all'ultimo momento viene assassinato lui al posto dell'Immortale, che diventa il nuovo capo dell'Alleanza dopo la sua morte.

#### Malammore
Malammore (stagioni 1-3), interpretato da Fabio De Caro. È il più fedele degli uomini di Don Pietro, suo braccio destro e zio di Patrizia.
Dopo l'arresto del boss e la morte di Donna Imma si opporrà all'ascesa al potere di Genny, subendo un attentato da parte di ’o Track a cui sfugge. Libererà poi Don Pietro dal carcere e metterà sua nipote Patrizia al suo servizio come informatrice. Su ordine di Don Pietro, è l'esecutore materiale dell’omicidio di Maria Rita, figlia di Ciro. 
Verrà ucciso all'inizio della terza stagione da Ciro, con la complicità di Genny, per vendicare Maria Rita.

#### Azzurra Avitabile
Azzurra Avitabile (stagioni 2-5), interpretata da Ivana Lotito. 
Figlia  del boss Giuseppe Avitabile, intraprende una relazione con Genny e ne rimane incinta, sposandolo nel finale della seconda stagione.
Azzurra verrà allontanata dal marito da suo padre, quando questi scoprirà dei raggiri orditi ai suoi danni, ma riuscirà a tornarvi assieme ed a cambiare vita andando a Londra con Genny e il piccolo Pietro. Nel corso degli eventi vedrà Patrizia come una minaccia per il futuro della sua famiglia e quindi esorta il marito ad eliminarla. Successivamente viene abbandonata da Genny - costretto alla latitanza - per poi riappacificarsi e riunirsi nuovamente a lui, anche se avranno numerosi scontri poiché lo stesso Genny vuole portare avanti la guerra per riprendersi Secondigliano con lei al suo fianco. Allo stesso tempo sia lei sia il piccolo Pietro vivono in costante pericolo durante la guerra tra Genny e Ciro, per cui il suo obiettivo principale diventerà quello di staccarsi dall'ambiente criminale ed abbandonare Napoli: a tale scopo cercherà di dissuadere Genny dalla guerra in corso ma, alla fine della serie, lei e Pietro saranno abbandonati dallo stesso Genny e scapperanno su un gommone per intraprendere una nuova vita.

#### Patrizia Santore
Patrizia Santore (stagioni 2-4), interpretata da Cristiana Dell'Anna. Nipote di Malammore, è la capocommessa nel negozio di moda dove si servono tutte le donne più in vista di Secondigliano e dunque un "orecchio" che si rivelerà utilissimo per suo zio, luogotenente di Don Pietro Savastano. Rimasta orfana di entrambi i genitori, vive assieme al fratello Alessio e alle due sorelle Silvana e Maria, ai quali fa da tutrice. Rompe i rapporti con i fratelli dopo essere diventata la nuova compagna di Don Pietro Savastano. In seguito alla morte del boss, diventerà il tramite di Genny, ma apparentemente sembrerà tradirlo facendo il doppiogioco con Scianel, che invece ucciderà per vendicare l'amica Marinella. Diventerà capo di Secondigliano dopo che Genny se ne andrà e si sposerà con Michelangelo Levante, che la metterà incinta. Verrà arrestata, e in carcere accetterà di collaborare con la giustizia per vendicarsi dei Levante. In seguito, verrà portata via dagli scagnozzi di Genny assieme a Michelangelo. Una volta all'aeroporto, prima di imbarcarsi sull'aereo privato in attesa, Genny chiederà a Patrizia se abbia parlato di lui al magistrato; sebbene lei neghi, Genny estrarrà la pistola e farà fuoco, uccidendola, così come il marito poco prima, per la totale mancanza di fiducia, compiendo un crimine atroce simile a quello che fece suo padre con la figlia di Ciro. Oltre a non essere minimamente apprezzata da Gerlando Levante (in quanto secondo lui non devono esserci donne al comando), viene anche vista come un pericolo dalla moglie di Gennaro, Azzurra, la quale ipotizza che Patrizia possa confessare, nonostante abbia salvato la loro famiglia in passato.

#### Annalisa Magliocca
Annalisa Magliocca, detta Scianèl (stagioni 2-3), interpretata da Cristina Donadio. Diventa la reggente dell'importante piazza di spaccio delle Case Celesti dopo la morte del fratello Zecchinetta. Inizialmente membro dell'Alleanza, se ne dissocia e uccide ’o Track (il quale aveva ucciso il fratello Zecchinetta e provato, senza successo, a uccidere suo figlio Lelluccio). Successivamente viene denunciata da Marinella, moglie di Lelluccio, e passa dalla parte di Don Pietro Savastano. Tuttavia il boss la vende ai Ragazzi del Vicolo, intenzionati a vendicare l'omicidio di ’o Track: pur riuscendo a fuggire, viene identificata ed arrestata dalla polizia ad un posto di blocco. Scarcerata in seguito alla ritrattazione delle accuse da parte di Marinella, stringerà apparentemente alleanza con Ciro e Gennaro, ma in seguito li tradirà passando dalla parte dei Confederati, confidando nel doppiogioco di Patrizia. Verrà in seguito tradita dagli altri Confederati dopo il decesso di 'o Sciarmant e uccisa da Patrizia stessa, per vendetta dei soprusi subiti dall'amica Marinella.

#### Giuseppe Avitabile
Giuseppe Avitabile (stagioni 2-3), interpretato da Gianfranco Gallo. Camorrista trapiantato a Roma, a capo di una vasta rete di traffico di droga e con svariati interessi nel campo delle costruzioni, ospita Genny (che allaccia una relazione con sua figlia Azzurra), e gli propone di entrare in affari con il clan Savastano. Viene arrestato in seguito all'incarcerazione di un suo uomo che testimonia contro di lui. Esce di prigione dopo un anno; scoperto il tradimento di Genny, stringerà alleanza con gli altri capi camorra di Napoli e lo costringerà ad allontanarsi da Azzurra e dal figlio Pietro, suo nipote, confinandolo nuovamente a Secondigliano e minacciando di ucciderlo se proverà a riavvicinarsi a loro. Insieme ai Confederati organizzerà un finto scambio con Gennaro per restituire la moglie e il figlio, con l'intento di uccidere il primo, ma il suo piano verrà sovvertito e troverà la morte, per mezzo di una bomba piazzata da Ciro.

#### Vincenzo Villa
Vincenzo Villa, detto Enzo Sangueblù (stagioni 3-5), interpretato da Arturo Muselli. Rampollo di una delle più importanti e storiche famiglie camorristiche del centro di Napoli all'epoca guidata dal nonno, detto ’o Santo, poi caduto in disgrazia; assieme al suo gruppo di sodali si allea con Ciro, Genny, Scianèl e Patrizia per riconquistare il potere e il prestigio perduti. Riuscirà nel suo intento e otterrà il dominio assoluto su Forcella, ma durante la celebrazione della sua vittoria egli è intenzionato ad uccidere Genny, sebbene Ciro impedirà che ciò accada prendendosi la responsabilità dell'omicidio di Carmela e quindi Enzo ordinerà a Genny di uccidere Ciro, per vendicare sua sorella. Dopo la morte di ’o Topmodel Enzo si ritroverà in difficoltà, molti compagni lo tradiranno e si alleereanno segretamente con i Capaccio per conquistare Forcella, riuscendo nell'intento. Durante la faida perderà perfino la sua fidanzata Maria.
Nella quinta stagione, durante la guerra tra il clan di Ciro Di Marzio e dei Savastano, Sangueblù viene catturato dai fratelli Maccauro, sotto ordini di Genny, per poi essere brutalmente massacrato da quest'ultimo. Viene successivamente riconsegnato in fin di vita a Ciro, che soffocandolo pone fine alla sua agonia.

#### Elia Capaccio
Elia Capaccio, detto ’o Diplomato (stagioni 3-5), interpretato da Andrea Di Maria. Capo camorra di Napoli centro assieme a suo fratello ’o Crezi. Sono i nipoti di Don Aniello Pastore da cui erediteranno il clan e quindi nuovi membri dei Confederati. Dopo l'assassinio di suo fratello decide di dare la caccia ad Enzo per vendicarsi. In seguito, lui e i suoi sgherri uccideranno Maria e i suoi protettori per non avergli rivelato dove si trova il suo nemico. Muore ucciso da Genny con un colpo di pistola in testa davanti agli occhi dello zio Don Aniello, dopo un agguato organizzato insieme ai Levante per eliminare il boss di Secondigliano, ma che si rivelerà poi una trappola per se stesso.

#### Ferdinando Capaccio
Ferdinando Capaccio, detto ’o Crezi (stagioni 3-4), interpretato da Carlo Caracciolo. Membro dei Confederati e fratello di ’o Diplomato. Sostiene insieme al fratello e ’o Sciarmant di eliminare Enzo e ci proverà subendo però la perdita di uomini e armi. In seguito insieme al fratello si ribella a ’o Stregone uccidendolo nella sua casa. Viene ucciso da Enzo Sangueblù dopo essere stato torturato dagli uomini di quest'ultimo e rivelato poi a Patrizia che i Levante vogliono essere i capi di Secondigliano sbarazzandosi di lei.

#### Valerio Misano
Valerio Misano, detto ’o Vucabulà (stagioni 3-4), interpretato da Loris De Luna. Ragazzo benestante, residente a Posillipo, nella Napoli bene, entrerà in contatto con Enzo e verrà risucchiato dal mondo della malavita organizzata, dalla quale è fortemente attratto. Diventerà il braccio destro di Enzo e dopo aver parlato con uno dei fratelli Capaccio esorta Enzo a sbarazzarsi di Genny. Entrerà in contrasto con Enzo e, dopo la morte di ’o Topmodel, un membro del clan, prenderà, insieme ad alcuni altri membri del suo clan, accordi con i fratelli Capaccio per scatenare una guerra contro Secondigliano, all'insaputa di Enzo. Si scopre poi che era una finzione per scoprire il nome di chi c'era dietro al sequestro del carico di droga. Da tempo dava ragione a Nicola, che sospettava di qualche infame all'interno dell'alleanza che i Levante vogliono far saltare. Attraverso uno smartphone voleva registrare le conversazioni dell'incontro per riferire poi tutto a Sangueblù. Tuttavia viene tradito e ucciso da a' Golia. Viene creduto un infame dal resto del clan di Forcella, fino a quando Enzo, in guerra da tempo contro i Capaccio per mantenere il presidio delle sue zone, non legge la lettera di Valerio che aveva scritto e rilasciato al padre prima di morire.

#### Gerlando Levante
Gerlando Levante (stagione 4), interpretato da Gianni Parisi. Boss di un potente clan della provincia di Caserta, è zio di Genny da parte di madre. Offre la sua collaborazione al nipote, ma non vede di buon occhio Patrizia, in quanto ritiene che una donna non sia adatta a comandare e arriva al punto di volerla uccidere. La situazione con la donna si complica con la relazione prima e il matrimonio poi che la boss ha con Michelangelo, il suo secondogenito. Il capocamorra riesce a salvarsi la vita da un agguato teso dalla nuora e Sangueblù, allertato del pericolo da alcuni squilli di telefono, ma viene ucciso in un attentato successivo organizzato da Genny, insieme alla moglie e alla propria scorta. È appassionato di ornitologia.

#### Michelangelo Levante
Michelangelo Levante, detto Mickey (stagione 4), interpretato da Luciano Giugliano. Figlio prediletto di Don Gerlando, a differenza dei fratelli ha potuto studiare e prendere una laurea. Sposa Patrizia dopo averla messa incinta, contro il volere del padre. Cerca poi di far da mediatore tra le due famiglie, quella dei genitori e quella di sua moglie, scegliendo poi di proteggere quest'ultima. Per difendere Patrizia dai suoi familiari prima uccide Nicola dicendole di essere stato lui ad aver fatto la soffiata e poi la farà arrestare dalla polizia. Durante un colloquio in carcere le suggerirà di parlare dinanzi ai magistrati. La moglie inizialmente declina, per poi convincersi dopo esser sfuggita a un agguato teso da una detenuta corrotta dai Levante. Quando lui e sua moglie vengono portati all'aeroporto dagli sgherri di Genny, lui viene ucciso all'interno dell'aereo da Raffaele, il portavoce di ’o Maestrale.

#### Saro Levante
Saro Levante (stagioni 4-5), interpretato da Antonio Gargiulo. Primogenito di Don Gerlando, fratello di Francesco e Michelangelo Levante, braccio armato della sua famiglia, è molto legato al padre del quale esegue gli ordini, assieme a suo fratello Francesco. Insieme ordiscono infatti l'attentato ai danni di ’o Crezi, mandando una donna a far esplodere una bomba nascosta nel bagagliaio di un'auto davanti ad una sala scommesse. Durante un agguato da parte dei giovani di Forcella si fa scudo con Evelina, una giovane imprenditrice di moda con la quale aveva da tempo intrecciato non solo rapporti di affari, ma anche extraconiugali, riuscendo quindi a salvarsi. Dopo aver perso i genitori e Michelangelo per mano di Genny, tornato alla sua vita di sempre, Saro guida insieme a suo fratello Francesco la piazza di Secondigliano e cerca di vendicare le morti dei suoi familiari in un agguato fallito in collaborazione con ’o Diplomato, che perderà la vita. Offre sua sorella Grazia ad un capopiazza di Secondigliano, 'o Munaciello per rafforzare il legame con il quartiere. Ufficializza poi la loro unione ad una cena e viene ucciso assieme a Ciccio in una sparatoria da ’o Maestrale, ’o Jaccio e Raffaele.

#### Francesco Levante
Francesco Levante, detto Ciccio (stagioni 4-5), interpretato da Gennaro Apicella. Terzogenito di Don Gerlando e braccio armato della famiglia Levante, molto legato al padre del quale esegue gli ordini in maniera minuziosa. È protagonista di un agguato contro Enzo Sangueblù nelle vele di Scampia, il quale si scopre poi essere una trappola. Viene ucciso assieme a Saro da ’o Maestrale, ’o Jaccio e Raffaele.

#### Grazia Levante
Grazia Levante (stagioni 4-5), interpretata da Claudia Tranchese. È la figlia minore del capo-clan Gerlando Levante e quindi l'unica sorella di Michelangelo, Francesco e Saro Levante. Soggiogata insieme alla madre al rigido potere patriarcale della sua famiglia, è l'unica Levante ad accettare di buon occhio la moglie di suo fratello Michelangelo, Patrizia. Stretta alleata di Michelangelo anche nel tentativo di salvare Patrizia, facendola arrestare. Resta l'unica superstite della strage compiuta dagli uomini di suo cugino Genny, nella quale perde i genitori. Genny le affida quindi il delicato incarico di rivelare ai suoi fratelli che lui è tornato. Viene salvata da ’o Munaciello dall’assalto di ’o Maestrale, ma muore per sua stessa mano dopo aver dichiarato apertamente di disprezzarlo.

#### Angelo’o Maestrale
Angelo ’o Maestrale (stagione 5), interpretato da Mimmo Borrelli. È il feroce boss di Ponticelli che si rivelerà fondamentale per la guerra di Genny contro i Levante e per permettergli di riprendersi Secondigliano. Uomo d'onore, sempre fedele alla parola data, rimane al fianco del boss anche durante le difficoltà nella guerra con Ciro nonostante la moglie Luciana lo spinge di schierarsi sul fronte opposto quando ella assapora in Genny odor di sconfitta. Entra così in forte contrasto con la moglie. Ciononostante la salva in segreto quando gli viene ordinato da Genny di ucciderla, a seguito di un raggiro organizzato a suo danno scoperto grazie ad Azzurra. Ma i fratelli Maccauro, messi alle sue costole in segreto dal boss, scoprono la verità su Luciana ancora viva e Federico, il maggiore dei due fratelli, lo ricatta ad uccidere Genny, quando ha già perso la guerra contro l'Immortale, per non rivelare la verità riguardo alla moglie e venire eliminati entrambi. Si decide a passare dalla parte di Ciro Di Marzio dopo esser messo a corrente, sempre su informazioni di 'o Munaciello, della fuga segreta di Genny per lui e la sua famiglia. Trova però la morte a tradimento per mano de l'Immortale dopo averlo condotto in casa dei Maccauro e avergli fatto conoscere attraverso ’o Munaciello l'ubicazione della casa famiglia ove è nascosto il piccolo Pietro.

#### donnaLuciana
donna Luciana (stagione 5), interpretata da Tania Garribba. È la moglie di ’o Maestrale, donna dall’aspetto minuto ma con un carattere feroce al pari del marito e un’intelligenza astuta e raffinata. Viene uccisa da ’o Bellebbuono.

#### Nunzia Carignano
Nunzia Carignano (stagione 5), interpretata da Nunzia Schiano. È la moglie di ’o Galantommo, donna fiera e infaticabile, che come un’ombra silenziosa veglia sul marito anche quando è in disaccordo con le sue scelte. Porta con dignità e discrezione il lutto per la perdita del figlio, che ancora giovane morì di un male incurabile. Nel corso dei sanguinosi eventi, dopo il decesso di suo marito, lei brama il sangue di Genny e della moglie e del figlio più di tutto, per ottenere la vendetta, tuttavia, non riesce ad ottenerla perché gli uomini di Ciro la uccidono in un posto di blocco fasullo.

#### Federico Maccauro
Federico Maccauro, detto ’o Munaciello (stagione 5), interpretato da Carmine Paternoster. È un piccolo e taciturno capopiazza di Secondigliano. Viene ucciso da Genny nel luogo in cui viene tenuto il figlio di quest'ultimo per averlo continuamente deriso.

### Personaggi secondari
- Attilio Diotallevi, detto ’o Trovatello (stagione 1), interpretato da Antonio Milo. È uno dei Vecchi affiliati alla famiglia dei Savastano, amico stretto di Ciro, che lo considera come un padre. Viene ucciso durante un agguato a Salvatore Conte, insieme a Centocapelli, ’a Lisca e l'Africano.
- Antonietta Diotallevi (stagione 1), interpretata da Simona Capozzi. È la moglie di Attilio Diotallevi. Dopo la morte di suo marito caccia via Ciro Di Marzio da casa sua, dopo averle riferito che suo marito non avrà un funerale dignitoso.
- Aniello l'Africano (stagione 1), interpretato da Claudio Corinaldesi. È un membro del clan Savastano. Viene ucciso durante un agguato a Salvatore Conte.
- Alfredo 'a Lisca (stagione 1), interpretato da Emilio Vacca. È un membro della cosca dei Savastano. Viene ucciso durante un agguato a Salvatore Conte.
- Lino Centocapelli (stagione 1), interpretato da Carlo Guitto. È un sodale dei Savastano. Viene ucciso durante un agguato a Salvatore Conte.
- Zecchinetta (stagione 1), interpretato da Massimiliano Rossi. È uno dei Vecchi membri del clan Savastano, tra gli uomini più stretti di Don Pietro. Fratello di Scianel e zio di Lelluccio, gestisce l'importante piazza di spaccio delle Case Celesti. Dopo esser stato in disaccordo con Genny, quest’ultimo manderà ‘o Track e Tonino Spiderman a ucciderlo e sapere dove sta Conte senza che lo sappia. Morirà ucciso da ‘o Track con un colpo di pistola in testa. Verrà vendicato da sua sorella.
- Renato Bolletta, detto Bullett (stagione 1), interpretato da Mimmo Esposito. È uno dei Vecchi affiliati ai Savastano gestore della piazza di spaccio delle Case dei Puffi. Viene ucciso dallo stesso capo camorra Don Pietro, in quanto sospettato di aver rivelato informazioni segrete alle forze dell'ordine (in realtà lui non aveva nulla a che fare con tutto ciò, ma non aveva eseguito l'ordine di uccidere Parisi). E inoltre, si scoprirà che la spia/traditore è lo stesso Ciro Di Marzio.
- Carlucciello ’o Pisciavindolo (stagione 1), interpretato da Walter Lippa. Uno dei Vecchi membri del clan Savastano, zio di Tonino Spiderman, un giovane amico di Genny. Dopo il funerale di Donna Imma viene ucciso davanti all'ascensore dell'appartamento da ’o Pop con quattro colpi di revolver.
- Michele Casillo (stagioni 1, 3-4), interpretato da Ivan Boragine. È uno dei migliori amici di Genny Savastano. Lo stesso Genny decide di farlo candidare a sindaco di Giugliano, portandolo alla vittoria grazie ad attività propagandistiche illecite. Successivamente, Genny gli proporrà di farlo diventare presidente della giunta regionale in cambio dei futuri appalti pubblici da destinare alle sue aziende. Non lo si vede nella quinta stagione, ma si presume che sia sopravvissuto e che sia rimasto in politica.
- ’o Flipper (stagioni 1-4), interpretato da Salvatore Vacca. È un alleato di Genny.
- ’o Baroncino (stagione 1), interpretato da Gaetano Di Vaio. È uno dei Vecchi fedelissimi dei Savastano, molto esperto sull'economia legata alla compravendita e allo spaccio delle sostanze stupefacenti. Gestisce i rapporti con i narcotrafficanti honduregni di Copan per le forniture di cocaina alla cosca. Viene ucciso da Pino con un colpo di revolver alla testa, mentre stava entrando nella sua casa.
- ‘o Tedesco (stagione 1) interpretato da Antonio Schuster. È uno dei Giovani membri dei Savastano. Italo-tedesco, nato a Krefeld. Verrà ucciso da Carlucciello, mentre faceva un giro sulla moto, per vendicare la morte di Zecchinetta.
- Vitale ’o Fringuello (stagione 1), interpretato da Alfonso Postiglione. È uno dei Vecchi affiliati alla cosca dei Savastano. Fratello di ’o Zingaro, viene ucciso  con delle raffiche di mitra per ordine di Genny, mentre era in auto con quest'ultimo.
- Vitale ’o Zingaro (stagione 1), interpretato da Giovanni Allocca. È uno dei Vecchi sodali dei Savastano. Fratello di ’o Fringuello viene ucciso da ’o Cardillo con delle raffiche di mitra per ordine di Genny, mentre era in auto con quest'ultimo.
- Danielino (stagione 1), interpretato da Vincenzo Sacchettino. È un giovanissimo meccanico, affascinato dal mondo della camorra; ignaro dei meccanismi e delle trame di potere, è facilmente manovrato da Ciro Di Marzio per uccidere Tonino Russo, un uomo fidato di Conte, creando una frattura enorme nel mondo della malavita napoletana. Finisce ucciso da Conte, non prima di avergli rivelato il nome del suo mandante (come se non bastasse, perde anche la sua giovane fidanzata per colpa di Ciro, che aveva perfino mandati i suoi sgherri a dargli la caccia).
- Massimo (stagione 1), interpretato da Domenico Balsamo. Fratello di Danielino e autista personale di Salvatore Conte. Dopo aver visto uccidere il fratello da quest'ultimo, muore durante la fuga, ferito gravemente dai colpi di arma da fuoco del capocamorra.
- Franco Musi (stagione 1), interpretato da Antonio Zavatteri. È il commercialista fidato dei Savastano, a cui affida il compito di riciclare i proventi illeciti. Molto legato a sua moglie Gaia (anche se la tradisce con una ragazza più giovane) e alla figlia di questa, Perla (da lui considerata come fosse figlia sua). Sfrutta la sua posizione per tentare un affare con gli ultimi investimenti del clan, ma questa azione gli costerà la vita.
- Gaia Musi (stagione 1), interpretata da Annamaria Malipiero. È la moglie del commercialista Franco Musi, ignara delle attività illecite in cui è coinvolto il marito.
- Perla (stagione 1), interpretata da Matilde Gioli. È la figlia di Gaia, moglie del commercialista Franco Musi, alla quale è molto legato, amata come se fosse sua figlia naturale.
- Eremenko (stagione 1), interpretato da Rinat Khismatouline. È un capo della mafia russa che opera a Barcellona. Ciro Di Marzio verrà costretto da Salvatore Conte a trattare con lui per la divisione dei proventi di una speculazione edilizia.
- Salvo Nunziata (stagione 1), interpretato da Michelangelo Dalisi. È un informatore di Pietro Savastano, incaricato da quest'ultimo di trovare informazioni sul membro del clan colpevole di aver effettuato la soffiata sul carico di cocaina proveniente dall'Honduras.
- Augusto Parisi (stagione 1), interpretato da Rosario D'Angelo. È il capocamorra di Casavatore. Dopo che Genny scrive su tutti i muri di Casavatore insulti al boss e alla città stessa, pretende, per risolvere la questione, di umiliare il giovane Savastano facendogli cancellare tutte le scritte dai muri del paese. Don Pietro profondamente offeso dalla sua pretesa ne ordina l'uccisione che avverrà per mano di Malammore e Zecchinetta mentre era in compagnia della sua amante.
- Pasqualino (stagione 1), interpretato da David Power. È un giovane ragazzo tossicodipendente finito detenuto presso il carcere di Poggioreale a causa di una rapina ad una gioielleria di Mergellina. Entrato in prigione sotto la protezione di Pietro Savastano, immediatamente dopo al suo arresto, si suiciderà impiccandosi la notte successiva alla sua condanna giudiziaria.
- Antonio (stagione 1), interpretato da Francesco Murolo. È un vecchio amico di Pietro Savastano, detenuto presso il carcere di Poggioreale.
- Rino (stagione 1), interpretato da Tommaso Palladino. È un poliziotto penitenziario in servizio presso il carcere di Poggioreale, fedele di Pietro Savastano, lo aiuta, durante la detenzione, a reperire clandestinamente un telefono cellulare.
- Tokumbo (stagione 1), interpretato da Sidy Diop. Ex militare, è un membro della cosca di nigeriani che spacciano la droga acquistata dai Savastano. Si farà volutamente incarcerare a Poggioreale per parlare direttamente con Pietro Savastano per ritrattare il loro accordo e i profitti.
- Comandante del carcere (stagione 1), interpretato da Lello Serao. È l'onesto comandante delle guardie del penitenziario di Poggioreale. Durante la permanenza di Pietro Savastano in prigione cerca di osteggiare le sue comunicazioni con l'esterno sottoponendolo allo stesso trattamento degli altri detenuti. Durante una rivolta carceraria scatenata dallo stesso boss finge di sottostare alle sue condizioni per poterlo incastrare così da farlo trasferire al regime di 41-bis.
- Luca Giacobone (stagione 1), interpretato da Susy Di Benedetto. È un giovane ragazzo transgender che, successivamente al suicidio del padre indebitato con l'usuraio Leccalecca, chiede protezione a donna Imma. Viene poi ucciso in un attentato da dei sicari di una paranza rivale dei Savastano.
- Franco Leccalecca (stagione 1), interpretato da Nuccio Siano. È un usuraio che viene ucciso da Malammore e Zecchinetta su ordine di donna Imma.
- Marina (stagione 1), interpretata da Luisa Esposito. Assistente e autista di fiducia di donna Imma, sarà uccisa da Rosario ’o Nano successivamente all'agguato a quest'ultima.
- Noemi (stagione 1), interpretata da Elena Margaret Starace. Prima fidanzata di Genny Savastano, incontrata presso una discoteca di Casavatore. Non è ben vista da donna Imma, che non la considera adatta al figlio, ed è insofferente della debolezza di Genny nei confronti della madre. Interromperanno la loro relazione prima della partenza di quest'ultimo per l'Honduras.
- Jessica Chianese (stagione 1), interpretata da Antonella Carillo. Seconda fidanzata di Genny Savastano e figlia di Demetrio Chianese, un noto medico di Giugliano in Campania, che Genny vorrebbe come alleato per portare Michele Casillo alla vittoria delle elezioni comunali; il padre accetta tale alleanza (nonostante sia una persona onesta e dello schieramento politico opposto), a patto che Genny tronchi la relazione con Jessica e il ragazzo accetta.
- Demetrio Chianese (stagione 1), interpretato da Francesco Biscione, un noto medico di Giugliano in Campania, che Genny vorrebbe come alleato per portare Michele Casillo alla vittoria delle elezioni comunali; il padre accetta tale alleanza (nonostante sia una persona onesta e dello schieramento politico opposto), a patto che Genny tronchi la relazione con Jessica.
- Luigi Fabretti (stagione 1), interpretato da Oscar di Maio. Primo cittadino uscente di Giugliano in Campania, sarà sconfitto alle elezioni amministrative da Michele Casillo, il giovane candidato sindaco supportato da Genny Savastano.
- Tonino Russo (stagione 1), interpretato da Pietro Juliano. Esponente di spicco del clan di Salvatore Conte, verrà ucciso da Danielino sotto ordine di Ciro Di Marzio.
- Bruno (stagione 1), interpretato da Antonio Orefice. Giovane amico di Danielino, lo aiuterà a nascondersi dopo che quest'ultimo scopre l'inganno di Ciro Di Marzio. Dopo aver scoperto la pericolosa situazione in cui si trova Danielino, per paura di essere coinvolto, fugge a Marsiglia da alcuni parenti.
- Manu (stagione 1), interpretata da Denise Perna. Persona totalmente estranea ad ambienti criminali, è la giovane fidanzata di Danielino e sarà torturata e uccisa da Ciro Di Marzio nel tentativo di costringerla a rivelargli il luogo del nascondiglio del fidanzato (di cui peraltro è ignara). Il personaggio di Manu è ispirato a Gelsomina Verde.
- Pablo (stagioni 1-2), interpretato da Carlo Musella. È la guardia del corpo di Salvatore Conte a Barcellona.
- ’o Track (stagioni 1-2), interpretato da Carmine Monaco. Entrato nel mondo della camorra come uno dei nuovi pupilli di Genny Savastano, partecipa all'agguato contro le vecchie guardie e sopravvive all'attentato di Salvatore Conte. Nella seconda stagione si è dissociato da Genny creando un nuovo clan con i Ragazzi del Vicolo e passando poi dalla parte degli Scissionisti, ma verrà ucciso da Domenico, successivamente annegato per ordine di Scianel, la quale assisterà alla sua esecuzione.
- Rosario Ercolano, detto 'o Nano (stagioni 1-2), interpretato da Lino Musella. È il migliore amico e braccio destro di Ciro Di Marzio. Sospetta apertamente del doppiogioco di ’o Principe, subendone poi la vendetta. Viene ucciso per ordine di Pietro Savastano per creare tensioni tra gli Scissionisti davanti agli occhi di sua moglie e sua figlia . La sua morte farà sì che Ciro entri in guerra con i Savastano.
- Deborah Di Marzio (stagioni 1-2), interpretata da Pina Turco. Moglie di Ciro e madre di Maria Rita, viene uccisa dal marito perché sospetta che la donna possa divenire collaboratrice di giustizia.
- Maria Rita Di Marzio (stagioni 1-2), interpretata da Claudia Veneziano. Figlia di Ciro e Deborah Di Marzio. Viene crudelmente uccisa alla fine della seconda stagione da Malammore su ordine di don Pietro Savastano, che tramite vendetta trasversale vuole così vendicare la moglie donna Imma.
- Lorenzo 'o Pitbull (stagioni 1-2, 5), interpretato da Vincenzo Fabricino. Già detenuto nel carcere di Poggioreale, in seguito viene scarcerato e diventa un affiliato alla famiglia dei Savastano oltre che amico di Ciro Di Marzio. In seguito alla disfatta degli Scissionisti abbandonerà Napoli per sempre come hanno fatto alcuni dei vecchi sgherri di Ciro. Ritorna nella quinta stagione al fianco di Ciro stesso dopo aver appena scontato una nuova pena nel carcere di Poggioreale per motivi sconosciuti ed appoggiarlo nella guerra contro Genny. Viene ucciso dagli sgherri di Nunzia Carignano nella stessa notte in cui perdono la vita anche Gennaro Savastano, Ciro di Marzio e ‘o Bellebuono.
- Tonino Spiderman (stagione 1) interpretato da Alessio Gallo. È uno dei Giovani fedelissimi dei Savastano, nipote di Carlucciello ’o Pisciavindolo; mentre ’o Track tortura Zecchinetta, egli decide di estorcergli delle informazioni sul nascondiglio di Conte, senza che egli lo sappia. Verrà ucciso da suo zio come ritorsione della vecchia guardia contro le giovani leve di Gennaro.
- ’o Pop (stagione 1) interpretato da Emanuele Vicorito. È uno dei Giovani affiliati della cosca dei Savastano. Partecipa all’agguato contro le vecchie guardie, uccidendo Carlo per poi morire nell’agguato di Conte.
- Pino (stagione 1) interpretato da Carmine Battaglia. È uno dei Giovani membri del clan Savastano. Partecipa all’agguato contro le vecchie guardie, uccidendo ’o baroncino per poi morire all’agguato di Conte.
- Capa ’e Bomba (stagioni 1-3), interpretato da Giovanni Buselli. È uno dei Giovani membri della cosca dei Savastano. Partecipa all'agguato contro le vecchie guardie, tentando di eliminare, insieme a Nicola e ’o Flipper, Ciro Di Marzio, fallendo ma sopravvive all'attentato di Salvatore Conte. Crea insieme a ‘o Track, il clan dei Ragazzi del Vicolo e con la morte di quest'ultimo ne diventa il capo insieme a ’o Cardillo e si schierano con Don Pietro Savastano nella guerra contro Ciro e si salva da un agguato degli Scissionisti con la sua famiglia. Viene ucciso dagli scagnozzi di Giuseppe Avitabile durante uno scambio che si rivela una trappola.
- Carmine ’o Cardillo (stagioni 1-3), interpretato da Christian Giroso. È uno dei Giovani membri dei Savastano. Partecipa all'agguato della vecchia guardia uccidendo i fratelli Vitale insieme a Tonino Spiderman e si salva dall'attentato di Salvatore Conte. All'inizio è restio a fondare una nuova paranza, ma poi gli si associa. Dopo la morte di ’o Track diventa il capo dei Ragazzi del Vicolo con Capa ’e Bomba e si schierano con Don Pietro Savastano contro Ciro. Viene ucciso Insieme a Capa ’e Bomba per mano degli scagnozzi di Giuseppe Avitabile.
- Avvocato dei Savastano (stagioni 1, 5), interpretato da Saverio Mattei. È il legale di Don Pietro prima cercando di tirarlo fuori dal carcere e di Genny poi quando è ricercato.
- Aniello Pastore (stagioni 2-5), interpretato da Nello Mascia. È un vecchio boss di una cosca camorristica operante nella zona centrale di Napoli e alleato di Giuseppe Avitabile. Si rifornisce della cocaina di Genny attraverso Giuseppe. Inoltre fa da garante nell'incontro a Trieste tra Ciro e Genny e, dopo la pace, continua i suoi affari con Genny e Don Giuseppe Avitabile. Dopo la loro alleanza partecipa al matrimonio tra Azzurra e Gennaro sfruttando l'occasione per parlare di affari. Membro dei Confederati, lascerà il suo potere ai suoi nipoti, i fratelli Elia e Ferdinando Capaccio. Successivamente salva Ciro Di Marzio dal coma causato dal proiettile sparato nel petto di quest'ultimo da Genny, per poi offrirgli una vita nuova lontano da Napoli. Viene ucciso nella sua casa da Genny, il quale lo colpisce ripetutamente alla testa col calcio della sua pistola, non prima di avergli rivelato che Ciro era ancora vivo.
- ’o Zingariello (stagione 2), interpretato da Gianluca Di Gennaro. Figlio di ’o Zingaro e nipote di ’o Fringuello, questi due Vecchi membri del clan Savastano, uccisi dagli scagnozzi di Genny. È uno dei Giovani affiliati alla nuova alleanza degli Scissionisti, molto abile nella gestione del proficuo traffico di droga della sua piazza di spaccio, il rione Monterosa, poi fatta chiudere per ordine di Salvatore Conte. Verrà ucciso da Don Pietro Savastano.
- Nina (stagione 2), interpretata da Alessandra Langella. È una ragazza transessuale, che lavora come cantante alle cerimonie. S'innamora, ricambiata, del boss Salvatore Conte (il quale, restaurando una chiesa, ordina che la madonna dell'affresco abbia il suo volto), il quale però, per via del suo ruolo e dell'ambiente sociale che lo circonda, non può rivelare la loro relazione, tanto che una sorella di Nina, Renata, si offre ai due come copertura (fingendo in pubblico di essere lei la fidanzata del camorrista); durante la festa di compleanno del boss, Nina si esibisce a sorpresa per lui, ma viene pesantemente insultata da ’o Mulatto e scappa via in lacrime; in seguito, capendo che, pur amandola, il capocamorra avrebbe continuato a vivere la loro relazione solo di nascosto, la ragazza decide di troncare la storia con Conte, che quella stessa sera verrà ucciso.
- Gabriele ’o Principe (stagione 2), interpretato da Antonio Folletto. Luogotenente di Salvatore Conte e molto abile nel tagliare la cocaina. In seguito alla vicenda del compleanno, Ciro fa passare lui e ’o Mulatto dalla sua parte e all'incontro in chiesa con Conte, ’o Mulatto e ’o Principe lo tradiscono e lo uccidono. Dopo la morte di Conte entra nell'Alleanza e gestisce la piazza dei Sette Palazzi incassando quasi tre milioni di euro in un solo mese (e a causa del suo stile di vita opulento viene osservato con invidia dagli membri dell'Alleanza, proprio come l'ex leader Salvatore Conte, venendo poi messo in guardia da 'o Mulatto). ’o Nano capisce che la sua ricchezza era dovuta ad un patto fatto in segreto con Genny, tagliando la cocaina a quattro chili ma dicendo di farla a tre, crescendo alle spalle dei suoi alleati. Ma in realtà, si rivela una trappola e verrà ucciso da Don Pietro Savastano.
- Azmera (stagione 2), interpretata da Liana Balogun. È una ragazza di colore, fidanzata di ’o Principe, vorrebbe vivere una vita più tranquilla, sognando un futuro diverso per sé e il suo ragazzo. Dopo l'aggressione al centro estetico di sua proprietà da parte dei Ragazzi del Vicolo decide di lasciarlo, anche se, in seguito alla sua morte, darà informazioni a Ciro Di Marzio per risalire ai suoi assassini.
- Totò ’o Mulatto (stagione 2), interpretato da Luca Gallone. È uno dei principali luogotenenti di Salvatore Conte, gestisce una piazza di spaccio ed è l'amico fraterno di ’o Principe. Durante il compleanno di Conte, insulta pesantemente la cantante transessuale Nina (non sapendo che la ragazza fosse la reale fidanzata di Salvatore Conte); il boss allora trafigge la mano di Totò con un coltello e gli toglie la gestione della piazza di spaccio consegnandola ad ’o Principe. Ciro ne approfitta e lo fa passare dalla sua parte. Per vendetta, uccide Salvatore Conte grazie all'unione con Ciro Di Marzio. Dopo il decesso di Salvatore Conte ’o Mulatto diventa uno dei membri di spicco dell'Alleanza ed esorta ’o Principe a ridimensionare il suo stile di vita, dicendogli che ha bisogno di una protezione (dato che ’o Principe era visto con invidia dagli altri scissionisti e ’o Nano aveva dei sospetti su di lui) e dopo la morte del suo amico fraterno, egli esige che ’o Nano debba pagare per ciò che ha fatto (credendo che sia stato lui ad uccidere ’o Principe). Dopo il tradimento di Scianel ed anche dei Ragazzi Del Vicolo, ’o Mulatto viene ucciso su ordine di Don Pietro Savastano.
- Raffaele Magliocca, detto Lelluccio (stagione 2), interpretato da Vincenzo Pirozzi. È il figlio di Scianel, marito di Marinella. Uscito dal carcere dopo aver scontato una condanna a 7 anni, viene reintegrato dalla madre negli affari dell'Alleanza, mettendosi di fatto in contrasto con i Ragazzi del Vicolo, che gli tendono un agguato, fallito solo grazie ad un posto di blocco della polizia. Sfugge poi ad un secondo agguato, ordito dagli stessi avversari con la complicità di Marinella, desiderosa di vendicarsi della morte dell'amante. Dopo l'arresto della madre passa con Ciro Di Marzio. Dopo la morte di ’o Mulatto e di ’o Zingariello, i Ragazzi del Vicolo, sfruttando un ascensore per montare le luci, lo uccidono insieme a tutti i suoi soldati nel suo appartamento.
- Marinella (stagioni 2-3), interpretata da Denise Capezza. È la moglie del figlio di Scianel, Lelluccio Magliocca, nonché sua assistente, da lei costantemente umiliata perché non l'ha mai gradita. Nel corso della serie, mentre il marito si trova in prigione, Marinella instaura una relazione clandestina con Mario Cantapane, l'autista di Scianel, che poi viene ucciso con un colpo di pistola ai genitali per ordine della boss. Per vendicarsi, la ragazza si allea con i Ragazzi del Vicolo, accettando di essere complice di un agguato per uccidere Lelluccio, che però fallisce. Marinella, per sfuggire alla vendetta del marito e della suocera, decide di diventare collaboratrice di giustizia, rivelando alla Polizia che Scianel è la responsabile dell'omicidio di Mario. In seguito ritirerà le accuse rivolte a Scianel ma a patto che questa la lasci in pace e decidendo di cambiare vita, andandosene da Napoli.
- Mario Cantapane (stagione 2), interpretato da Michele Rosiello. È l'autista personale di Scianel, che intreccia una relazione clandestina con Marinella, mentre Lelluccio è in carcere. Tuttavia, dopo averli scoperti, Scianel lo fa uccidere da Domenico, facendolo morire dissanguato con uno sparo ai genitali, per questo motivo, Marinella diventa una collaboratrice di giustizia, dopo aver cercato di far uccidere suo marito dai Ragazzi del Vicolo.
- Angelo Sepino (stagione 2), interpretato da Vincenzo Nemolato. È un giovane criminale che si rende protagonista di una rapina ai danni dell'Alleanza e, verosimilmente due, ai danni di Scianel. Proprio quest'ultima, una volta scoperta la sua identità tenta di farlo bruciare vivo, ma viene salvato all'ultimo momento da Ciro e da ’o Principe che lo lasciano vivere in cambio del nome di colui che gli ha commissionato le rapine. Tempo dopo diverrà un uomo di fiducia di ’o Principe stesso, che tradirà sotto minaccia dei Savastano. Una volta scoperto da Ciro Di Marzio verrà risparmiato da quest'ultimo a patto che lasci con la sua compagna incinta Napoli per sempre.
- Angioletto (stagione 2), interpretato da Arturo Sepe. È un soldato di Pietro Savastano, viene ucciso durante la faida per il controllo di una piazza di spaccio da ’o Track.
- Tommaso Natale (stagioni 2-3), interpretato da Luigi Pisani. È il braccio destro di Giuseppe Avitabile. Suo fratello, Alfredo, per sbaglio uccide un funzionario pubblico che doveva solo minacciare per ordine di don Giuseppe. Genny coglie l'occasione, fa una telefonata anonima alla polizia e fa arrestare Alfredo, il quale confesserà che don Giuseppe Avitabile sia il mandante, facendolo a sua volta arrestare. Tommaso avverte in seguito Genny che suo fratello si è impiccato in cella, facendo cadere le accuse contro il suo boss. Continuerà a lavorare per Avitabile morendo però mentre cerca di uccidere Azzurra e Pietro per mano di Patrizia.
- Fernando (stagioni 2-5), interpretato da Gianni Spezzano. È un soldato di Ciro, spesso funge anche da sua guardia del corpo assieme a ’o Pitbull. Dopo la morte di don Pietro rivelerà, sotto minaccia, a Malammore del trasferimento di Ciro all'estero. Più tardi scapperà da Napoli per poi ritornarci sotto il servizio di Genny. Su ordine di quest'ultimo ucciderà due poliziotti, poi assisterà alla morte di Michelangelo Levante e Patrizia, uccisi rispettivamente da Raffaele e Genny. Viene usato da Genny come infiltrato nel gruppo di Sangueblù e Ciro, ma viene ucciso e torturato da quest'ultimo per aver scoperto il doppiogioco.
- Domenico (stagioni 2-3), interpretato da Francesco Verde. È la guardia del corpo di Scianel, sarà lui ad uccidere Mario Cantapane e ’o Track. Morirà in seguito al tradimento da parte dei Confederati verso Scianel con un colpo alla testa.
- Sergio (stagioni 2-3), interpretato da Luca Varone. È un soldato al comando di don Pietro Savastano dopo la sua evasione. Esce di scena misteriosamente.
- ’o Puledro (stagioni 2-3), interpretato da Giovanni Rienzo. È un soldato al comando di Pietro Savastano dopo la sua evasione, spesso accompagna Malammore. Esce di scena misteriosamente.
- ’o Boxer (stagioni 2), interpretato da Giuseppe Fonzo. È uno dei soldati di Pietro Savastano dopo la sua evasione. Viene ucciso da ‘o Track.
- ’a Zeppola (stagioni 2-4), interpretato da Pasquale Russo. È uno dei soldati di Pietro Savastano dopo la sua evasione. Esce di scena misteriosamente, ma nella quarta stagione ritornerà al servizio di Genny su sua richiesta. Non appare nella stagione finale ed è ignaro se sia ancora vivo.
- ’a Lince (stagioni 2-3), interpretato da Antonio Ciccone. È un soldato al comando di Pietro Savastano dopo la sua evasione. Muore misteriosamente, ma è probabile che sia stato ucciso da Ciro Di Marzio con un colpo di pistola.
- Joaquin Rollero (stagioni 2-3), interpretato da Alfredo Herrera. Uno dei trafficanti honduregni che diventa un fidato amico di Genny. A causa di un problema con una banda rivale vola a Roma per farsi aiutare da Genny per liberarsi di due nemici che trattano con membri della 'Ndrangheta una partita di cocaina. Grazie ai contatti di Genny uccidono e fanno a pezzi i suoi nemici che poi getteranno in acqua dentro delle valigie, in seguito tornerà in Honduras. Viene poi decapitato dal clan rivale grazie al nuovo accordo con Giuseppe Avitabile e i Confederati.
- Fausto (stagione 2), interpretato da Enzo Dong. È uno dei Ragazzi del Vicolo.
- Sandro (stagione 2), interpretato da Ciro Cipullo. È uno dei Ragazzi del Vicolo. Su commissione di Capa ’e Bomba, uccide un uomo, pensando che fosse Lelluccio. Muore in un attentato a Capa ’e Bomba.
- ’o Ghepardo (stagioni 2-4), interpretato da Gaetano Amato. È uno dei Ragazzi del Vicolo, alleato di Genny. Verrà arrestato assieme a Patrizia e tanti altri dopo la soffiata di Michelangelo Levante.
- Nicola (stagioni 1-4), interpretato da Riccardo Ciccarelli. È uno dei Giovani membri della cosca dei Savastano. Partecipa all'agguato contro le vecchie guardie, tentando di eliminare, insieme a ’o Flipper e Capa ‘e bomba, Ciro Di Marzio, fallendo ma sopravvive all'attentato di Salvatore Conte. Diventa membro importantissimo dei Ragazzi del Vicolo. Dopo la morte di Capa ‘e Bomba, ‘o Cardillo, rimane con Genny, ma Nicola si occuperà di riscuotere i soldi per i posti di lavoro. Dopo diventerà il capo dei Ragazzi del Vicolo. Quando Patrizia diviene la boss di Secondigliano su volere di Genny, ne è il suo uomo di fiducia. A seguito di un carico di droga sequestrato, cerca di avere informazioni sulla vicenda, e sospetta di un possibile infame all'interno dell'alleanza. Cerca la verità facendo finta di mettersi in proprio grazie ad un canale proveniente da un clan malavitoso africano. All'incontro per acquistarne un chilo della loro merce viene teso da una trappola dei Levante dove perde, ucciso da un colpo di pistola, suo cugino Lino. Viene obbligato ad uccidere Patrizia da Saro e Francesco Levante per salvare la vita dei suoi familiari. Dopo essere andato all'incontro con i Levante nella loro vigna Mickey, il secondo dei fratelli, lo ucciderà con la sua stessa pistola.
- Ruggero ’o Stregone (stagione 3), interpretato da Carlo Cerciello. È il capocamorra di maggior peso all'interno dei Confederati, gestisce il traffico di droga nel centro di Napoli. È il fautore dell'alleanza con Avitabile a discapito di Genny, tuttavia è anche il più riluttante a scatenare una guerra contro Enzo, Ciro e Gennaro. Morirà ucciso da ’o Crezi.
- Gegè (stagione 3), interpretato da Edoardo Sorgente. È un ragazzo che ha studiato in Inghilterra originario di Secondigliano e amico di Genny, in seguito divenuto suo contabile a Roma. Sarà costretto a collaborare con Genny e Joaquin nel ripulire il supermercato in cui verranno trucidati i due narcos honduregni. Successivamente con Genny, informerà Giuseppe Avitabile dell'incremento dei suoi capitali grazie ad alcune società intestate a quest'ultimo. Avitabile tuttavia diffidente verso queste affermazioni, minaccia Silvano Romito, suo compagno, con sua figlia Giulia. Così Gegè è costretto a rivelargli la truffa che Genny sta attuando nei suoi confronti. Genny dopo averlo scoperto, lo uccide a pugni, con l'orologio che Don Pietro gli aveva regalato per la laurea.
- Edoardo Arenella, detto ’o Sciarmant (stagione 3), interpretato da Pasquale Esposito. Capocamorra di Forcella e dei Quartieri Spagnoli e membro dei Confederati. Come i Capaccio mal tollera l'ascesa di Enzo e il ritorno di Ciro e Genny. Prenderà accordi con Scianel, la quale sta segretamente tradendo Genny. Morirà ucciso da ’o Pop.
- Restenente (stagione 3), interpretato da Gabriele Guerra. È un uomo di ‘o Sciarmant. Viene ucciso da Sangueblù.
- Lucio Galori (stagione 3), interpretato da Bruno Tramice. È un lavoratore assunto da Nicola. Su ordine di Genny verrà ucciso da Sangueblù, davanti agli occhi del figlio.
- Catenella (stagione 3), interpretato da Sergio Celoro. Trafficante d’armi che si occupa dell'acquisto di armi per conto dei fratelli Capaccio, viene catturato dai Talebani grazie al tradimento di Cocò, un suo contatto. Successivamente verrà costretto sotto minaccia di morte della sua famiglia a svelare i depositi di armi dei Capaccio. Dopo aver rivelato i luoghi, viene freddato da Sangueblù.
- Cocò (stagione 3), interpretato da Raimondo d'Andrea. È un trafficante d'armi in affari con Catenella. Venderà quest'ultimo ai Talebani dicendogli di incontrarlo per fare un finto affare in un posto, dove invece lo stesso Catenella troverà gli uomini di Sangueblù che lo cattureranno.
- Carmela Villa (stagione 3), interpretata da Angela Ciaburri. Sorella di Enzo, gestisce una pizzeria a Forcella ed è desiderosa di vendetta per la sua famiglia. Dopo un'iniziale perplessità appoggerà il fratello per la riconquista del quartiere, a patto che il figlio Cosimo non venga coinvolto in alcun modo nella vita da criminale. Viene uccisa su ordine di Genny, facendo credere a Enzo che il mandante fosse ’o Sciarmant, inducendolo a scatenare la guerra contro i Confederati.
- Cosimo (stagione 3), interpretato da Domenico Cuomo. È il figlio di Carmela e il nipote di Sangueblù.
- Ronni (stagioni 3-5), interpretato da Roberto Olivieri. Membro dei Talebani, è uno degli uomini più importanti della cosca. Dopo il rapimento del piccolo Pietro Savastano e agli accordi con i Capaccio, insieme a ’o Cantonese non rispetta i patti vendendo droga fuori dal giro e viene ucciso apparentemente da Genny ma in seguito si scoprirà che si è salvato grazie a un giubbotto antiproiettile dato da Enzo e Ciro. Lui, ’o Bellebbuono e ‘a Golia, sono i compagni più fidati di Sangueblù. Accompagna poi Sangueblù nell'agguato organizzato insieme a Michelangelo e Patrizia contro Gerlando Levante, ma lo mancano per pochi secondi, fallendo nel tentativo di eliminarlo.
- 'o Bellebbuono (stagioni 3-5), interpretato da Alessandro Palladino. Membro del clan di Enzo, di cui è uno dei componenti più importanti. Sarà uno dei pochi a rimanere fedele a Enzo del quale è diventato, dopo la morte di Valerio, il secondo in comando, in seguito con la morte di Enzo rimane l'ultimo membro del vecchio clan di Forcella in vita. Viene ucciso nella stessa imboscata che avviene nella spiaggia di notte in cui perderanno la vita anche Pitbull, Gennaro Savastano e Ciro di Marzio.
- Eliuccio (stagioni 3-4), interpretato da Eugenio Marzella. È un soldato del clan di Enzo. Morirà durante l'assalto di 'o Crezi e i suoi soldati nel tentativo di proteggere il quartiere assieme a 'o Frisbi.
- ’o Frisbi (stagioni 3-4), interpretato da Marcello Gravina. È un soldato del clan di Enzo. Morirà durante l'assalto di ’o Crezi e i suoi soldati nel tentativo di proteggere il quartiere assieme a Eliuccio.
- ’o Selfi (stagioni 3-4), interpretato da Livio Cori. È un soldato dei Talebani. Rimarrà sempre fedele ad Enzo. Viene ucciso da ’o Diplomato.
- Signor Misano (stagioni 3-4), interpretato da Pierluigi Cuomo. È il padre di Valerio.
- Antonello ’o Cantonese (stagioni 3-5), interpretato da Mariano Coletti. Soldato dei Talebani e amico di Ronni. Con quest'ultimo cerca di continuare lo spaccio a discapito dei patti con i Capaccio. Viene apparentemente ucciso da Genny invece sopravvive grazie all'intervento di Ciro e Enzo. Lo aiuta in seguito a fuggire da Forcella insieme a ’o Bellebbuono, Ronni, Ciro, ’o Pitbull e ‘a Golia quando Genny da loro la caccia. Muore ucciso poco prima di ’a Golia, da Tonino Spiderman durante una sparatoria per coprire le spalle a loro e permettergli di fuggire dal quartiere.
- 'a Golia (stagioni 3-5), interpretato da Francesco Capriello. Uno dei soldati più importanti dei Talebani. Accompagna Sangueblù in Bulgaria per l'acquisto di cinque chili di eroina. Funge spesso da corriere e in seguito come sicario uccidendo due uomini dei Capaccio e un uomo di 'o Sciarmant. Dopo la morte di ‘o Topmodel, sarà uno dei pochi a rimanere fedele a Enzo, e quando quest’ultimo perderà Forcella, e dopo la morte di Patrizia, gli darà un rifugio sicuro. Muore investito da Tonino Spiderman, poco dopo che quest’ultimo ha ucciso Antonello ‘o Cantonese, mentre protegge Enzo, Ciro, Ronni, ‘o Bellebuono e Pitbull a scappare dopo che Genny ha scoperto il loro nascondiglio.
- Maria (stagioni 3-4), interpretata da Gina Amarante. È la fidanzata di Enzo ed è l'unico membro di sesso femminile della sua banda. Verrà uccisa da ’o Diplomato.
- Sasà 'o Topmodel (stagioni 3-4), interpretato da Roberto Russo. È un soldato del clan di Enzo. Morirà durante una rapina organizzata dal clan.
- MMA (stagioni 3-5), interpretato da Francesco Da Vinci. È uno degli uomini di Enzo. Tradirà il clan di Forcella e spingerà buona parte dei Talebani a passare con i Capaccio. Morto ’o Diplomato, accetta di aiutare Genny a trovare Ciro, ’o Pitbull e i suoi ex compagni Sangueblù, ’o Bellebbuono, Ronni e ‘a Golia rifugiati a Forcella. Riesce a trovare il loro rifugio, ma viene ucciso dall'Immortale.
- ’o Snicher (stagioni 3-4), interpretato da Riccardo Marotta. È un soldato del clan di Forcella. Uno dei pochi che rimarrà fedele a Enzo. Verrà ucciso da 'o Diplomato.
- Fabrizio (stagione 4), interpretato da Ascanio Balbo. Uomo affiliato a Michelangelo Levante nel bolognese. Gestisce per suo conto una discarica dove smaltisce rifiuti inserendoli all'interno del calcestruzzo armato destinato a grandi opere.
- Lino (stagione 4), interpretato da Alessio Galati. Cugino di Nicola, lo aiuterà a scoprire chi è stato a far sequestrare il carico. Morirà in un agguato teso dai Levante.
- Benedetta Levante (stagione 4), interpretata da Autilia Ranieri. È la moglie di don Gerlando e cugina di donna Imma. Verrà uccisa col marito e la sua scorta dagli sgherri di Genny.
- Igor (stagioni 4-5), interpretato da Pavel Zelinskiy. È un broker croato che gestisce i carichi di droga diretti a Secondigliano. Collabora con Patrizia prima, il periodo in cui era boss di Secondigliano, e Genny poi. Indica a quest'ultimo il destinatario del carico dei Levante, ossia ’o Galantommo, nonostante non fosse lui a gestire il carico. Con questa informazione aiuta il boss a rubare il carico ai suoi nemici. Muore dopo esser stato sequestrato e legato su una sedia da Ciro ed il suo gruppo, e obbligato a collaborare con questi per consentire ai ragazzi dell'Immortale di rubare un altro carico di cocaina destinato a Genny. Carmelo, il braccio armato dei Carignano, lo finisce sparandogli alla fronte.
- Alberto Resta (stagione 4), interpretato da Andrea Renzi. Stimato e abile manager di successo, entrerà in affari con Genny per la costruzione dell'aeroporto. Intimidito da un pm che sta indagando su Genny, viene fatto uccidere da quest'ultimo, per paura che potesse cedere durante un eventuale ulteriore interrogatorio.
- Walter Ruggeri (stagioni 4-5), interpretato da Gennaro Maresca. È un magistrato ed ha l'obiettivo di riuscire a incastrare e arrestare Genny. Suo figlio e quello di Genny, cioè Pietro, si trovano nella stessa classe. Quando la scorta prepara Patrizia per la testimonianza, Walter Ruggeri riesce a farle confessare quello che sa, ma riesce ad ottenere solo informazioni sui Levante, quando il suo obiettivo principale rimane sempre il figlio di don Pietro. Ci riprova in seguito tentando di far parlare Grazia Levante, in lutto dopo la scomparsa dei genitori e di Michelangelo, fratello al quale era molto legata, ma la ragazza rifiuta su diretto ordine degli altri due fratelli Saro e Francesco. Prosegue le indagini irrompendo nella cappella di famiglia dei Savastano, trovando il cadavere di don Pietro dentro la tomba intestata alla moglie Imma. Convoca poi Azzurra a testimoniare convinto di incastrare Genny grazie alle accuse rilasciate da Patrizia prima di morire, ossia la dipartita di don Pietro per mano di suo figlio, ma Azzurra lo scagiona grazie a dei documenti che rivelano la sua presenza il giorno della nascita del loro figlio Pietro, lo stesso per cui muore l'altro Pietro, il padre di Genny. Quando Carmelo Lo Diacono, braccio armato dei Carignano, confessa in merito all'attentato fallito nei confronti di Azzurra ed il piccolo Pietro, il magistrato sembra andarci vicino. Manda dunque un estratto della sua testimonianza al tribunale dei minori, che a sua volta invia una sua funzionaria a prelevare Pietro per rinchiuderlo in una casa famiglia. Tuttavia è costretto poi a collaborare con il boss dopo che questi manda 'o Maestrale a rapire suo figlio, Simone, e per riaverlo è obbligato a conoscere per riferirgli poi dell'ubicazione della casa famiglia ove è rinchiuso il piccolo Pietro.
- Tiziana Palumbo (stagioni 4-5), interpretata da Daniela Ioia. È l'assistente voluta da Alberto Resta per la realizzazione del secondo polo aeroportuale di Napoli. Continua il progetto da sola diventando nuova amministratrice delegata su nomina di Genny, dopo la morte di Alberto. Viene uccisa dagli uomini di Nunzia Carignano.
- Raffaele (stagioni 4-5), interpretato da Ciro Esposito. È il portavoce di ’o Maestrale. Muore con un colpo di pistola alla testa sparato da Ciro Di Marzio mentre consegna ad 'o King, un capopiazza di Secondigliano che farà la sua stessa fine, le partite di droga da distribuire nelle sue zone.
- Lavinia (stagione 5), interpretata da Lucienne Perreca. È la sorella di donna Luciana e la moglie di 'o Jaccio.
- Vincenzo Carignano (stagione 5), interpretato da Antonio Ferrante. È l'anziano boss di un piccolo paese alle pendici del Vesuvio dove tutto è rimasto fermo nel tempo. È detto 'o Galantommo per il fatto di essere sempre gentile e generoso con tutti e ancora legato ai valori antichi: per lui l’onore e la parola data sono sacri e inviolabili. Viene ucciso in un agguato da 'o Maestrale.
- Carmelo Lo Diacono (stagione 5), interpretato da Vincenzo Borrelli. È il braccio armato dei Carignano, ’o Galantommo prima, e Nunzia poi. Viene mandato da quest'ultima, con lo scopo di vendicare ’o Galantommo (fatto uccidere da Genny), ad uccidere Azzurra e Pietro, i quali riescono a salvarsi, successivamente per far proseguire la guerra tra Genny e Ciro a beneficio di quest'ultimo e di Nunzia stessa sarà costretto a costituirsi per il tentato omicidio di Azzurra e Pietro.
- Cosimo Maccauro, detto Canzuncella (stagione 5), interpretato da Giampiero De Concilio. È il fratello minore di 'o Munaciello, nonché motivazione del tradimento del fratello nei confronti dei Levante a favore di Genny. Nell'ultima puntata della serie gli viene dato l'ordine di restituire al magistrato Ruggieri suo figlio. Fatto questo fugge nella notte, rimanendo nei fatti l'unico sopravvissuto dei capi della "Guerra Civile" a piede libero (poiché Carmelo Lo Diacono, braccio destro di 'O Galantommo e Donna Nunzia, è in prigione dopo essersi costituito).
- ’o Jaccio (stagione 5), interpretato da Renato De Simone. È il cognato di donna Luciana, padre di due bambine e componente della cosca di ’o Maestrale. Esce di scena misteriosamente.
- Italo ’o Matusalemme (stagione 5), interpretato da Salvatore Pelliccia.
- Marcello ’o Tunisino (stagione 5), interpretato da Gennaro Telese.
- ’o King (stagione 5), interpretato da Gennaro Basile. Capopiazza di Secondigliano, viene ucciso assieme a Raffaele da Ciro Di Marzio.
- Uocchiebelle (stagione 5), interpretato da Michele Cantalupo. È un capopiazza di Secondigliano. Scontento dei Levante, sostiene apertamente Genny dopo che questi ruba il carico ai suoi nemici. Muore in un centro estetico sparato da Carmelo, il braccio armato dei Carignano.
- Ilya Kurianov (stagione 5), interpretato da Viktor Ferin. È un trafficante russo, amico di Dimitri. Tratta di affari in segreto con Genny, nonché la cattura di Ciro Di Marzio che verrà poi mandato in prigionia in un gulag. Muore per mano dell'Immortale una volta che questi vi riesce ad evadere.
- Dimitri (stagione 5), interpretato da Anatolijs Fečins. Ex sodale di Yuri Dobeshenko, boss malavitoso russo ucciso nel film spin-off L'immortale in collaborazione sottobanco con Ciro Di Marzio. Presenta a quest'ultimo e a Genny il boss Ilya Kurianov, per un nuovo carico di droga da inviare in terra lettone. Trova la morte ad accordi presi all'uscita del casinò ove si tenevano le trattative, in un agguato organizzato di nascosto tra Genny e Kurianov che vede poi la cattura di Ciro.

## Colonna sonora
La colonna sonora originale dell'intera serie è dei Mokadelic.
Questi i principali brani presenti nelle varie stagioni:
- Mokadelic - Black Patrol
- Mokadelic - Ciro's Solitary Thoughts (Gomorra La Serie 5)
- Mokadelic - Crowded Explosion
- Mokadelic - Doomed to Live (brano finale di tutti gli episodi)
- Mokadelic - Doomed to Live - Long Time Ago (Gomorra La Serie 5)
- Mokadelic - Drug Crash
- Mokadelic - Dust Ring
- Mokadelic - Easy Father
- Mokadelic - Kickback
- Mokadelic - Latent Faults
- Mokadelic - London Conspiracy
- Mokadelic - Newlywed
- Mokadelic - No Way Out (Gomorra La Serie 4)
- Mokadelic - Nothing to Be Gained
- Mokadelic - Ray of Hope
- Mokadelic - Right to the Edge
- Mokadelic - Rubber (Gomorra La Serie 4)
- Mokadelic - Secret Love Corner
- Mokadelic - Showdown
- Mokadelic - Stoke the Baptism of fire
- Mokadelic - The Den (Gomorra La Serie 4)
- Mokadelic - Tragic Vodka
- Mokadelic - Underground Venom
- Mokadelic - Vacuum
- Mokadelic - We Will Vote
- Mokadelic - Wild and Savage

Altre musiche all'interno degli episodi:
- Alessio - Ancora noi (Gomorra La Serie 1)
- Alessio - Perché Ti Amo (Gomorra La Serie 1)
- Anthony - E Chiammalo (Gomorra La Serie 1)
- Asaf Avidan & The Mojos - One Day / Reckoning Song Wankelmut Remix (Gomorra La Serie 1)
- Asaf Avidan & The Mojos - Reckoning Song (Gomorra La Serie 1)
- Bandog - Sulo cu l'anema (Gomorra La Serie 5)
- Cinzia Oscar - Nun Sò Na Bambola (Gomorra La Serie 2)
- Co'Sang – Fin Quanno Vai 'n Cielo (Gomorra La Serie 1)
- Co'Sang – Int'o Rione (Gomorra La Serie 1)
- Co'Sang – Povere Mmano (Gomorra La Serie 1)
- El Barrio feat Michele Sbam - Ce pienz (Gomorra La Serie 4)
- Enzo Dong - Secondigliano Regna (Gomorra La Serie 2)
- Francesco Da Vinci - Nun passa maje (Gomorra La Serie 4)
- Francesco Da Vinci - Sulo Io (Gomorra La Serie 4)
- Franco Ricciardi feat. Lucariello - Te sento (Gomorra La Serie 5)
- Franco Ricciardi - Si ce staje (Gomorra La Serie 5)
- Franco Ricciardi - Ammore Senza Core (Gomorra La Serie 4)
- Franco Ricciardi - Madama Blu (Gomorra La Serie 4)
- Franco Ricciardi feat. Ntò - Malammore (Gomorra La Serie 3)
- Franco Ricciardi - Capisce a Me (Gomorra La Serie 4)
- Franco Ricciardi - Uommene (Gomorra La Serie 2)
- Gino Apredda - Con i Tuoi Baci
- Gino Apredda feat. Anna Fiorillo - Gelosia
- Giuliano Desideri - Mai
- Ivan Granatino feat. Franco Ricciardi – 'A Storia e Maria (Gomorra La Serie 1)
- Ivan Granatino & D-Ross - Tutto Apposto (Gomorra La Serie 4)
- Ivan Granatino - L'addore forte d'o mare (Gomorra La Serie 5)
- Ivan Granatino - Napule Allucca (Gomorra La Serie 5)
- Livio Cori - Surdat
- Lonnie Donegan - Virgin Mary (Gomorra La Serie 4)
- Lucariello - Guagliun e miez a via (Gomorra La Serie 3)
- Lucariello - Killer (Gomorra La Serie 3)
- Lucariello & Raiz - Aria (Gomorra La Serie 5)
- Luchè - O' Primmo Ammore (Gomorra La Serie 2)
- Luchè - È Sord (Gomorra La Serie 4)
- Marsica - Se Ti Perdo
- Moderup feat. Shada San - Faccio e spendo (Gomorra La Serie 5)
- Nico e i suoi Desideri - Senza Ce Pensà
- Ntò feat. Palù - ’O Carusiello (Cunt ‘sti sord)
- Ntò feat. Palù - Numero 9
- Ntò feat. Palù - Vita Violenta
- Ntò feat. Speaker Cenzou & El Koyote - Chi Trase, Chi Jesce
- Ntò feat. Lucariello – Nuje vulimme 'na speranza (Sigla di chiusura della serie)
- Ntò feat. Lucariello & Roberta Roman – Nuje vulimme 'na speranza T4NO (Gomorra La Serie 5)
- O'Iank - Figli di un bronx minore (Gomorra La Serie 5)
- Richard Charnock - Field of Vision
- Rocco Hunt - L'ammore Overo
- Rocco Hunt - Ultimo Viaggio
- Raffaello - Turnamme a fa a pace (Gomorra La Serie 2)
- Sacha Collisson - Jump To It (Gomorra La Serie 4)
- Sangue Mostro feat Op.Rot & Joz & Kimicon Twinz & Oyoshe & Dope One MC & La Famiglia - Napoli Part 3 (Gomorra La Serie 4)
- Stylo G - Soundbwoy (Gomorra La Serie 4)
- Tommy Riccio - Aggio bisogno 'e me fa l'amante (Gomorra La Serie 1)
- Tony Colombo - Sott' e Cupert (Gomorra La Serie 2)
- Tony Colombo - Dentro Dentro
- Wolfgang Amadeus Mozart - Requiem in D Minor, K. 626 Sequence no. 6: Lacrimosa dies illa. Berlin Radio Symphony Orchestra. Direttore: Uwe Gronostay (Gomorra La Serie 1)

## Riconoscimenti
- Roma Fiction Fest 2014
  - Miglior prodotto italiano
  - Miglior attrice italiana a Maria Pia Calzone
  - Menzione speciale della giuria per Salvatore Esposito
  - Premio Scardamaglia alla migliore sceneggiatura a Stefano Bises, Leonardo Fasoli, Ludovica Rampoldi, Filippo Gravino e Maddalena Ravagli
  - Premio L.A.R.A. al miglior attore di una fiction edita a Salvatore Esposito
- Festival della televisione di Monte Carlo 2015
  - Miglior attore in una serie a Marco D'Amore

## Spin-off
Nel 2019 viene pubblicato uno spin off della serie, sotto forma di pellicola cinematografica, intitolato L'Immortale. Il film si svolge parallelamente alla quarta stagione della serie, ricongiungendosi alla quinta, e mostra le vicende del personaggio di Ciro Di Marzio dopo gli avvenimenti della terza stagione.